# Bos taurus
La vaca, en el caso de la hembra, o toro, en el caso del macho (Bos taurus), es un mamífero artiodáctilo de la familia de los bóvidos. Anteriormente era considerado una subespecie de Bos primigenius, pero un estudio reciente lo considera una especie distinta. El nombre científico es el que se le asignó al animal vacuno doméstico europeo y norasiático, un conjunto de bóvidos domésticos descendientes de la subespecie de uro salvaje euroasiático conocida como Bos primigenius primigenius; mientras que se denomina Bos primigenius indicus a los cebúes y otras razas bovinas domésticas provenientes del mismo tronco, y descendientes de la subespecie de uro salvaje del Sudeste Asiático, denominado Bos primigenius namadicus. Se trata de un mamífero rumiante grande y de cuerpo robusto, con unos 1,2-1,5 m de altura y 600-800 kg de peso medio.
Domesticado desde hace unos diez mil años en el Oriente Medio, posteriormente su ganadería se desarrolló progresivamente a lo largo y ancho de todo el planeta. Sus primeras funciones fueron para el trabajo y la producción de carne y de leche, además de aprovecharse los cuernos, el cuero o los excrementos, como fertilizante o combustible; también se siguen empleando en algunos países en los espectáculos taurinos. La cría y utilización de estos animales por parte del hombre se conoce como ganadería bovina. En 2011, la cabaña mundial de ganado bovino superaba los mil trescientos millones de cabezas. Además de las propias razas o variedades, se emplean diferentes formas de clasificación individual, como pueden ser la disposición y forma de la cornamenta, la capa o color del pelaje, o sus capacidades productivas.
Estos bóvidos siempre han apasionado al ser humano, para quien el toro es un símbolo de fuerza y de fertilidad, por lo que están presentes en numerosas creencias y religiones. Son parte integrante de la cultura occidental, y se les puede encontrar como tema de inspiración de pintores y escultores, o como personajes de historietas, de películas o de anuncios publicitarios.

## Etimología
Su nombre científico proviene del latín bos, que significa toro.
El nombre común de la especie es toro en el caso de los machos, y vaca en el de las hembras, pero el macho castrado se conoce habitualmente como buey o novillo, a la cría se le denomina ternero o becerro, en el caso de los machos, y su forma femenina en el de las hembras. Los ejemplares jóvenes son conocidos como añojo cuando cumplen un año, eral cuando tienen más de un año y no pasan de dos, utrero desde los dos años hasta cumplir tres, cuatreño con más de cuatro y menos de cinco y cinqueño con cinco; todas ellas con su modo femenino para designar a las hembras. Se denomina novillo a la res vacuna macho y novilla a la hembra, de dos o tres años, especialmente si están sin domar. En el ámbito de la tauromaquia se denomina buey al toro mansurrón, despectivamente, y becerro al novillo, y en algunos países de Hispanoamérica se llama vaquillona a una hembra de uno o dos años aún no servida, toruno a los machos castrados de más de tres años de edad, y novillo a un toro que ha sido castrado con destino a la alimentación humana o como sinónimo de ternero. También se llama vaquilla a la ternera de año y medio a dos años.
El término res se aplica en general a distintas especies de ganado doméstico, incluido el bovino, pero en algunos países hispanoamericanos se refiere exclusivamente al animal vacuno.
En el contexto de la ganadería, y también coloquialmente, se utiliza el término «vacuno» o «bovino» para designar esta especie, aunque este último término también designa de manera más amplia al conjunto de la familia Bovidae, que comprende otras especies como el yak, los antílopes o la oveja.

## Taxonomía
De acuerdo con la publicación Mammal Species of the World, existen tres subespecies de Bos taurus: B. t. taurus, B. t. indicus (cebú) y la extinta B. t. primigenius (uro).

### Evolución de su clasificación

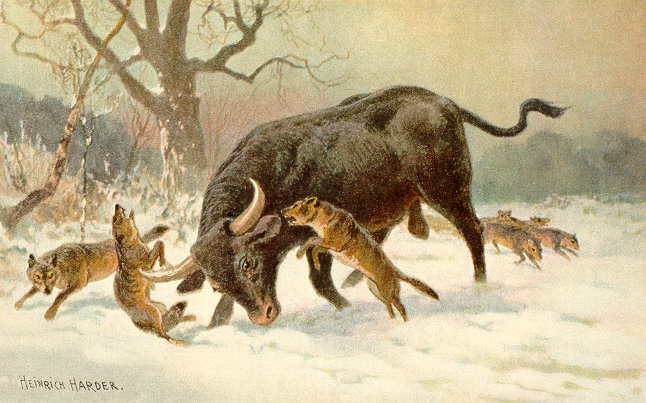
Representación artística de un uro (Bos primigenius primigenius)

La nomenclatura de la especie es controvertida. A estos bóvidos domésticos se les aplicó el nombre científico Bos taurus en el siglo XVIII, antes del desarrollo de la biología evolutiva. Con el posterior desarrollo de la misma, se reconoció la estrecha relación entre razas domésticas y silvestres, el estatus científico de las «especies» domésticas fue cuestionado, y la mayoría de los biólogos no las consideran más que formas domesticadas de las especies salvajes originales.
Una especie está constituida por «grupos de poblaciones naturales, efectiva o potencialmente interfecundas, que están reproductivamente aisladas de otros grupos similares». En la actualidad, las «especies» domésticas se cruzan con sus especies parientes cuando tienen la ocasión. Según la CITES «Teniendo en cuenta que, por lo menos en cuanto a las razas primitivas de animales domésticos, éstas constituirían, por regla general, una entidad de reproducción con su especie ancestral, si tuvieran la oportunidad, la clasificación de animales domésticos como especies separadas no es aceptable. Por eso tratamos de definirlos como subespecies». Entonces se le dio a la nueva subespecie el nombre de la especie de origen, completado con el nombre de subespecie, que recupera la segunda parte del antiguo nombre de especie: Bos primigenius taurus. Pero algunos biólogos son reticentes a utilizar la noción de subespecie para un grupo domesticado. Desde un punto de vista evolutivo, la idea de especie o de subespecie está unida a la idea de selección natural, y no a una selección artificial.

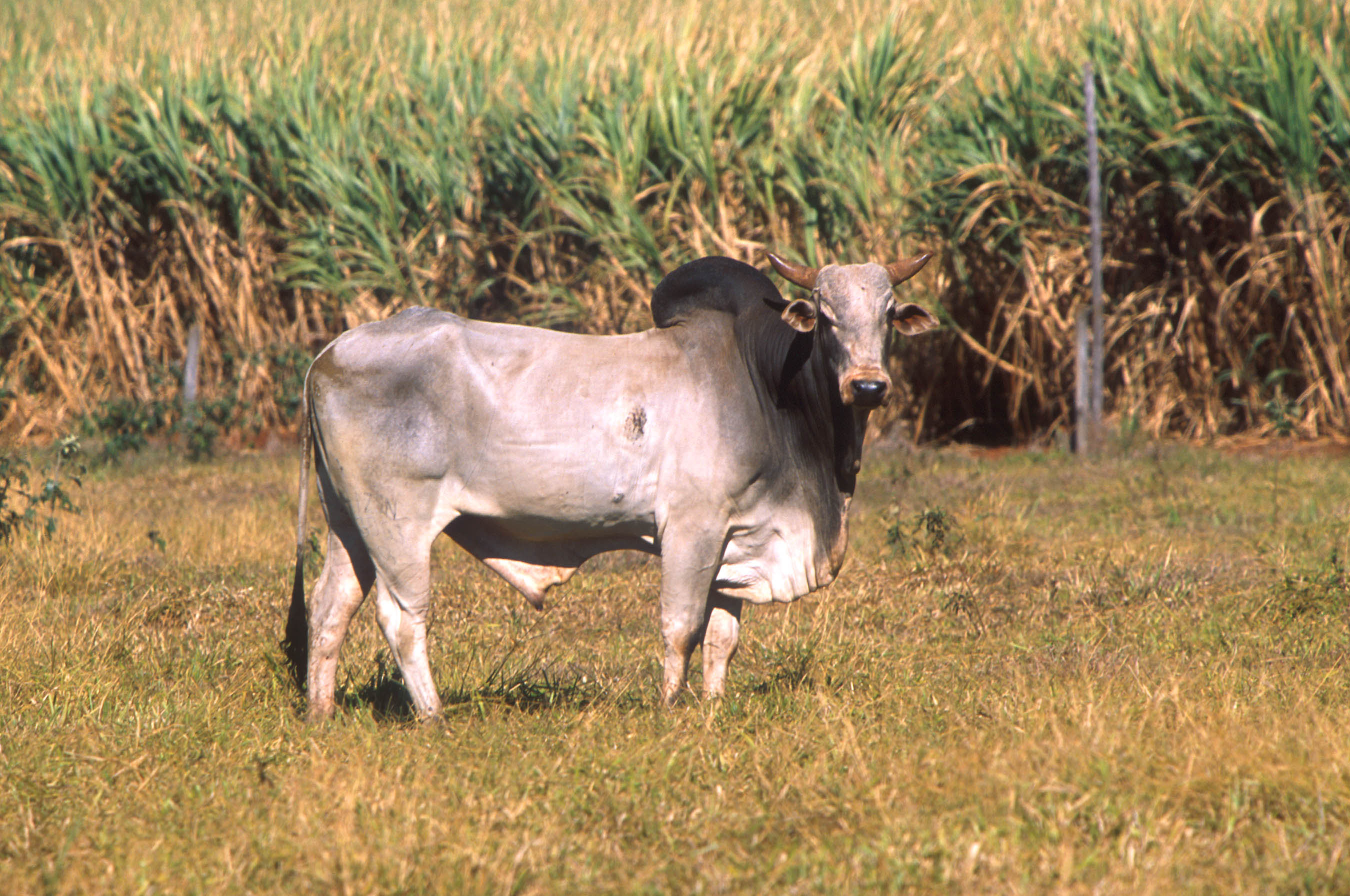
El cebú (Bos taurus indicus), una de las subespecies de Bos taurus

La edición de 2005 de Mammal Species of the World utilizaba para designar al uro y sus variantes domésticas el nombre de Bos taurus y no Bos primigenius. El nombre único es coherente con la idea según la cual existe una única especie. Pero el nombre utilizado no se ajusta a la opinión 2027 de la Comisión Internacional de Nomenclatura Zoológica, que decidió en 2003 utilizar Bos primigenius como nombre de la especie silvestre. En cuanto a la reagrupación de las formas domésticas y salvajes bajo un solo nombre de especie, la Comisión fue prudente y no resolvió el asunto de un modo definitivo, e indica que los taxonomistas que consideran el ganado doméstico una subespecie del uro silvestre deberían usar Bos primigenius taurus, y Bos taurus permanece disponible para los bovinos domésticos cuando sean considerados como una especie separada.
Originalmente, los bovinos con joroba o cebús fueron considerados como una especie plena: Bos indicus. Este estatus ha sido revisado y actualmente son considerados como la subespecie Bos taurus indicus.

## Anatomía

### Descripción física
Es un animal grande, de cuerpo robusto, que pesa por término medio 750 kg (kilogramos), con grandes variaciones que oscilan desde 150 a 1350 kg, una longitud de unos 2,5 m (sin contar la cola) y una altura hasta la cruz que varía entre 1,2 y 1,5 m dependiendo del individuo.
Su dentición está adaptada a la alimentación de pasto. Se compone de treinta y dos dientes en los adultos: ocho incisivos inferiores, cuatro premolares y tres molares por cada media mandíbula. Los incisivos son cortantes y orientados hacia adelante, aptos para cortar hierba. Carecen de incisivos superiores, que son reemplazados por una almohadilla dental. La mandíbula está adaptada para el movimiento circular, lo que les permite triturar el pasto con sus molares para que sea lo suficientemente fino como para ser digerido correctamente. La lengua es protráctil y está cubierta de papilas gustativas córneas que la hacen áspera al tacto. El morro u hocico es ancho y grueso. La frente es bastante amplia, plana y con pelos crespos y espesos en la parte superior: la melena o flequillo. Entre la línea de los ojos y el hocico, la frente se prolonga por la nuca o testuz. La cabeza es gruesa y con dos cuernos huecos a cada lado del cráneo, con el estuche liso y cuyo tamaño varía en función del animal y de la raza; los cuernos están orientados generalmente hacia arriba o lateralmente, y su forma recuerda los brazos de una lira. Las orejas son bajas y en forma de corneta, colgantes en el cebú, y están cubiertas de pelos finos en la parte exterior y con el pelo largo en el interior de los pabellones. Los ojos son ligeramente globulares.
Tienen un cuello corto y ancho, y una papada que cuelga por debajo del pecho. Su cola o rabo es larga y con un mechón de pelos largos en su extremo distal; el nacimiento de la cola es muy alto, en un hueco situado entre los huesos de la pelvis. La espalda es recta, con el lomo ligeramente arqueado. Los cebús tienen una amplia joroba justo después del cuello. La pelvis es saliente y las caderas anchas y planas. Las hembras tienen una gran ubre bajo el vientre en el cuarto trasero del animal sujeta por ligamentos de suspensión, con cuatro tetillas de 5 a 10 cm (centímetros) de longitud y 2 o 3 cm de diámetro.
El cuerpo está cubierto de pelos cortos, cuya gama de colores va del blanco al negro pasando por varios tonos de rojo y marrón; los motivos o dibujos también son variados, y pueden tener un pelaje de color uniforme, con manchas más o menos extensas de otro color, o atigrado. Se apoyan y caminan con el extremo de sus dos dedos (ungulados artiodáctilos) que están revestidos con una envoltura córnea que forma una pezuña.
Su temperatura corporal media (anal) es de 39 °C (grados Celsius), con variaciones entre 38,5 °C y 39,2 °C.

Esquema descriptivo de la anatomía externa de una vaca adulta:

#### Aparato digestivo
Dedican cerca de ocho horas al día a la ingestión de su alimentación. Aprehenden el alimento con su lengua ágil y áspera, y sus incisivos inferiores les permiten cortar la hierba contra su almohadilla dental; un ligero movimiento de la cabeza hacia atrás facilita el corte de la hierba. Durante la masticación, las glándulas salivares producen la saliva para la preparación del bolo alimenticio que, a través del esófago, una víscera tubular de naturaleza muscular, se dirige hacia el estómago. Un bovino da unos 40 000 golpes de mandíbula al día (10 000 durante la toma de alimento y 30 000 durante la rumia).

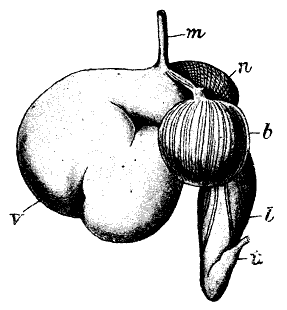
Partes del estómago:
m. esófago, v. rumen o panza,
n. retículo o redecilla, b. omaso, libro o librillo, l. abomaso, cuajar o estómago verdadero, t. inicio de los intestinos.

Los bovinos son rumiantes, animales que digieren los alimentos en dos etapas: primero los consumen y luego realizan la rumia, proceso que consiste en regurgitar el material semidigerido y volverlo a masticar para deshacerlo. Una característica distintiva de los rumiantes es su aparato digestivo poligástrico compuesto por cuatro divisiones: tres preestómagos (el rumen o panza, el retículo o redecilla y el omaso o libro) y por el abomaso o estómago propiamente dicho; mediante la rumia y la utilización de estas cuatro cámaras, el estómago de los rumiantes es capaz de aprovechar los carbohidratos estructurales presentes en las plantas (celulosa, hemicelulosa y pectina).
El primer compartimiento por el que pasan los alimentos es la panza o rumen; a su entrada se encuentra un repliegue de piel, el canal esofágico, que permite a la leche en los jóvenes y al agua en los adultos pasar directamente del esófago al libro. El rumen es la cámara de mayor tamaño, y representa cerca del 80 % del volumen total del estómago. Su pared está tapizada con papilas ruminales y contiene varios miles de millones de microorganismos (bacterias, protozoos y hongos) anaerobios que degradan los glúcidos contenidos en la alimentación de los animales para formar ácidos grasos volátiles que son absorbidos por la pared de la panza. Se trata de la principal fuente de energía para estos bóvidos. Los principales ácidos grasos que se forman son el ácido acético, el ácido propanoico y el ácido butírico, que representan respectivamente el 60 %, 20 % y 15 % de los ácidos grasos volátiles ingeridos durante una alimentación típica a base de forraje, aunque las proporciones varían considerablemente en función de la ración. También es en la panza donde los rumiantes metabolizan las materias nitrogenadas ingeridas, que son transformadas en amoníaco por los microorganismos, que después utilizan para producir su propia materia nitrogenada gracias a la energía proporcionada por los glúcidos presentes en la alimentación. Los microorganismos son ingeridos después por el animal y las proteínas que sintetizaron son asimiladas en forma de aminoácidos. En condiciones normales, el pH en el rumen puede variar entre 7 y 5,5 dependiendo la alimentación. La saliva excretada durante la rumia tiene una buena capacidad tampón y permite mantener el pH en esos valores.
El retículo o redecilla tiene como función la retención de las partículas alimentarias y movilizar el alimento digerido hacia el omaso o hacia el rumen en la regurgitación del alimento después de la rumia. Las partículas más gruesas son rechazadas hacia la panza antes de ser masticadas otra vez en el proceso de rumia. Las más finas pueden pasar hacia el omaso.
El omaso está formado por finas láminas parecidas en cierta forma a las hojas de un libro, de ahí que también reciba el nombre de libro o librillo. El libro constituye una antecámara desde la cual pasa el bolo alimenticio al cuajar, y es el encargado de la absorción del exceso de agua contenida en los alimentos.
En el abomaso, cuajar, o estómago propiamente dicho, se segregan los jugos gástricos que someten al alimento a la digestión enzimática de las partículas alimentarias y de las bacterias provenientes de la panza. El cuajar está conectado con el principio del intestino.
El intestino delgado se encarga de la digestión y absorción de nutrientes, y ya en el intestino grueso, el ciego se encarga de la fermentación de los productos de digestión no absorbidos, el colon de la absorción de agua y minerales, y el recto recibe los materiales de desecho que quedan después de todo el proceso de la digestión de los alimentos, constituyendo las heces que serán expulsadas a través del canal anal.

#### Aparato reproductor

##### Machos
Los testículos de los jóvenes están localizados inicialmente en posición abdominal antes de migrar hacia el saco escrotal; ambos testículos pesan generalmente unos 800 g (gramos), y están recubiertos con una membrana fibrosa inelástica, la albugínea, unida al músculo cremáster que puede retraer o hacer variar su altura. Al testículo se une el epidídimo, constituido de los canales aferentes. Su cabeza está muy aplicada sobre el testículo y comunica con este por varios conductos, y su cola, más fina, desemboca en el conducto deferente. En el epidídimo es donde los espermatozoides terminan su maduración. El conducto deferente se conecta a la uretra en el mismo lugar que las vesículas seminales, unas glándulas lobuladas que miden entre 8 y 15 cm (centímetros) de longitud, de 3 a 5 cm de anchura y 1-2 cm de espesor. Forman junto con la próstata y las glándulas bulbouretrales las glándulas anexas, que secretan diversos componentes del esperma. La próstata del toro es de pequeño tamaño y dispersa en torno a la uretra. Las glándulas bulbouretrales, del tamaño de una castaña, están localizadas en la porción posterior de la uretra. El pene mide entre 80 y 110 cm de longitud; está compuesto de tejidos no muy eréctiles, pero que se compensa con su doble inflexión en forma de S, conocida como flexura sigmoidea o «S» peniana, que es capaz de desplegarse y permitir el alargamiento del órgano fuera de la vaina en el momento del apareamiento. La vaina, de una longitud de 35 a 40 cm y un diámetro de 3 cm, se encuentra a pocos centímetros por detrás del ombligo.

##### Hembras
Los dos ovarios de la vaca se encuentran situados a media altura del cuerpo del ilion, a 40 cm (centímetros) de la vulva; son de pequeño tamaño, con un peso de 10-20 g (gramos) y en forma de almendra. Los ovarios están en el interior de las bolsas ováricas que se abren a los oviductos; en los oviductos es donde se llevan a cabo la fecundación y las primeras fases de desarrollo del embrión. El oviducto se compone de un infundíbulo abierto sobre la bolsa ovárica, de la ampolla y de un istmo estrecho que desemboca en el cuerno uterino. El útero, el órgano de la gestación, está dividido en dos cuernos uterinos de 35 a 40 cm de longitud ligeramente circunvolucionados. El cuello uterino mide unos diez centímetros; sus pliegues en cuello le dan una forma similar a una flor abierta cuando se lo observa de frente. La vagina es relativamente larga, con unos 30 cm de longitud y 5-6 cm de diámetro; finaliza a la altura del meato urinario y los vestigios del himen.

### Percepción sensorial

#### Vista

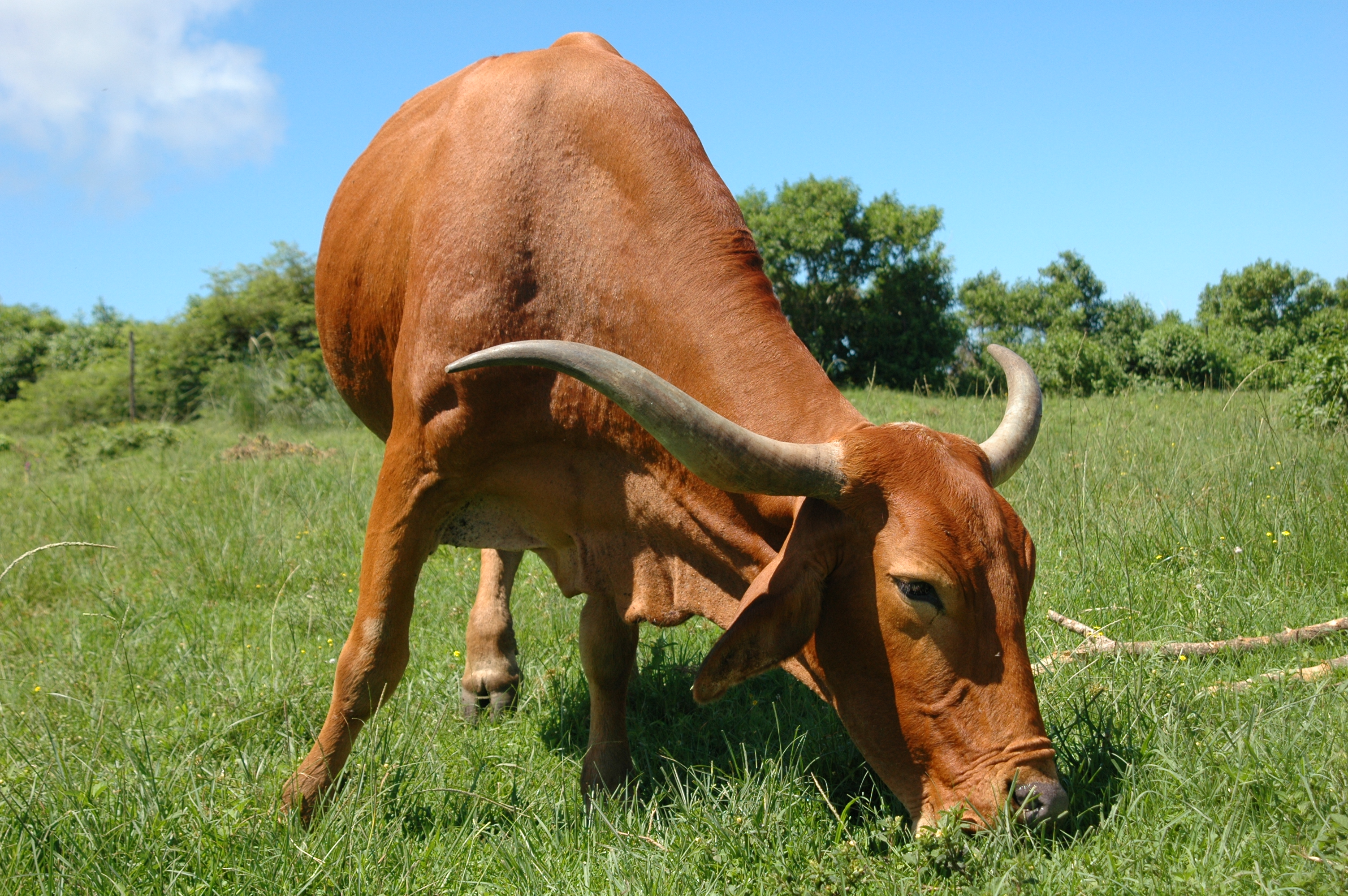
Esta especie cuenta con una buena visión de cerca que les permite apreciar con detalle la hierba que pacen

Tienen un campo visual muy amplio y panorámico, incrementado por la forma alargada de su pupila que les permite tener una visión panorámica de unos 300° sin mover la cabeza. Este campo visual comprende una zona de visión binocular delante del animal donde la visión es nítida y la percepción del relieve posible, permitiéndole evaluar las distancias, y una zona de visión monocular por los lados del animal, donde la visión es un poco menos nítida y con una peor apreciación del relieve.
Sin girar la cabeza, los bovinos no pueden ver detrás de ellos. También hay una zona de sombra entre 0 y 20 cm (centímetros) de su hocico donde ven muy mal.
Su cristalino es globular, lo que les permite ver con nitidez los objetivos muy próximos, como la hierba que pacen, sin embargo son miopes y deben realizar un enfoque para distinguir bien los objetos alejados y tienen dificultad para apreciar los detalles. Son capaces de distinguir pequeños movimientos, imperceptibles para los seres humanos, y son muy sensibles ante movimientos bruscos. Necesitan bastante tiempo para adaptarse a un cambio de iluminación, y pueden percibir como un obstáculo algunas áreas muy iluminadas o zonas con contraste de luz y sombra. Investigaciones realizadas con animales de granja sobre su percepción del color han mostrado que son dicromáticos con conos (células de la retina responsables de la visión en colores), más sensibles a la luz amarillo-verdosa (552-555 nm) y azul-purpúrea (444-445 nm).
La creencia popular de que el toro de lidia se enfurece por el color rojo del capote no es cierta, lo que realmente le llama la atención es el movimiento del mismo.

#### Gusto
Estos bóvidos pueden distinguir los cuatro gustos primarios: el dulce, el salado, el amargo y el ácido. Los receptores para cada uno de los gustos se encuentran localizados en partes diferentes de la lengua. Sus preferencias se dirigen preferentemente por el sabor dulce, luego el amargo, el salado, y finalmente el ácido.

#### Oído
Aunque su sentido de la visión tiene más importancia que el de la audición, tienen una percepción auditiva fina, con la máxima sensibilidad a los 8000 Hz (en el ser humano es entre 1000 y 3000), y son muy sensibles a las frecuencias altas (pueden oír sonidos de frecuencias muy altas, de hasta 35 000 Hz). Localizan la procedencia del sonido con una precisión menor que los humanos. Su pabellón auricular es móvil y puede dirigirse hacia la fuente de sonido. Ciertos ruidos agudos o poco habituales pueden generar una sobrexcitación en estos animales, provocándoles estrés.

#### Olfato

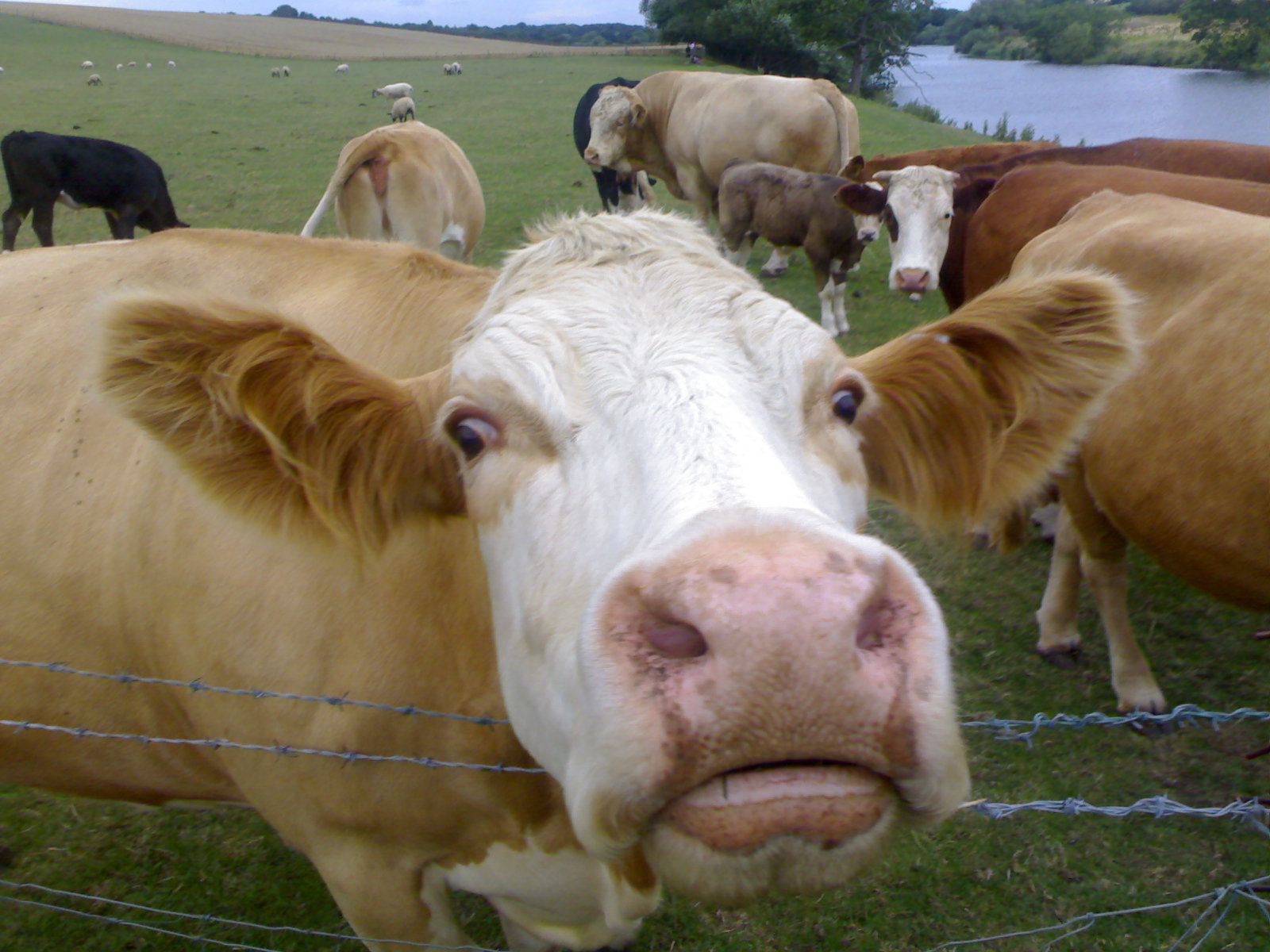
Su sentido del olfato está muy desarrollado

Su sentido del olfato está muy desarrollado. Desempeña un papel en la comunicación, y lo utilizan para reconocerse entre ellos. También se comunican mediante feromonas, producidas por las glándulas anales, urogenitales, bucales o cutáneas, y pueden transmitir información diversa, por lo general relacionada con la reproducción, y que van a influir en el comportamiento de los otros animales que las captan a través de su órgano vomeronasal. El comportamiento de los machos cuando perciben estas señales es característico: levantan la cabeza, enrollan el labio superior y realizan una respiración brusca, para que la mucosa nasal se impregne bien de las feromonas; los machos detectan el estro en la hembra por olfacción de su región urogenital o de su orina, y la actividad sexual de la hembra puede activarse por olores del macho. Los olores también pueden permitirles reconocer a un animal estresado.

#### Tacto
En el tacto, distinguimos la sensibilidad táctil, la sensibilidad dolorosa y la sensibilidad térmica. Las zonas más sensibles al tacto son aquellas donde la piel es la más fina: las mejillas, el cuello, el nacimiento de la cola, el interior de los muslos, la ubre y la vulva. Los receptores del dolor se encuentran en mayor número en el interior de las narinas y en la base de los cuernos. La sensibilidad térmica les informa sobre la temperatura ambiente, la humedad y la velocidad del viento.

#### Otras percepciones
Los bovinos son más sensibles a los campos eléctricos que los humanos; una pequeña carga eléctrica de 0.7 V (voltios) altera su comportamiento. Por otra parte, pueden ser perturbados por campos magnéticos como las ondas de televisión y de radio, un efecto que se incrementa cuando el aire es muy húmedo.

### Genoma
El genoma de Bos taurus está organizado en 29 pares de autosomas y dos cromosomas sexuales, cuenta con más de 27 000 genes (de los que buena parte están presentes en el hombre y la mayoría se corresponden con grandes fragmentos de cromosomas humanos, y en ocasiones con cromosomas enteros) y unos tres mil millones de pares básicos, un tamaño similar al del genoma humano. La secuenciación del genoma de la especie fue publicada en 2009 en la revista Science en el ámbito del «Proyecto internacional de secuenciación del genoma bovino» llevado a cabo por diferentes centros de investigación estadounidenses y que ha contado con fondos principalmente norteamericanos, aunque también participaron otros países como Australia, Nueva Zelanda o Noruega, y que requirió seis años de trabajo y la participación de más de 300 científicos de 25 países. Los trabajos han sido realizados sobre el caso de una vaca de la raza Hereford.
Los conocimientos adquiridos a través de esta secuenciación pueden tener importantes implicaciones en la ganadería bovina, tanto en el sector cárnico como en el lechero, y también en lo que se refiere a la reproducción o a la adaptación de las especies, a las técnicas ganaderas o en su impacto medioambiental. Este estudio también es relevante por la importancia de estos bóvidos domésticos como organismo modelo en investigaciones sobre la obesidad, enfermedades infecciosas, endocrinología, fisiología y técnicas reproductivas.

## Ecología

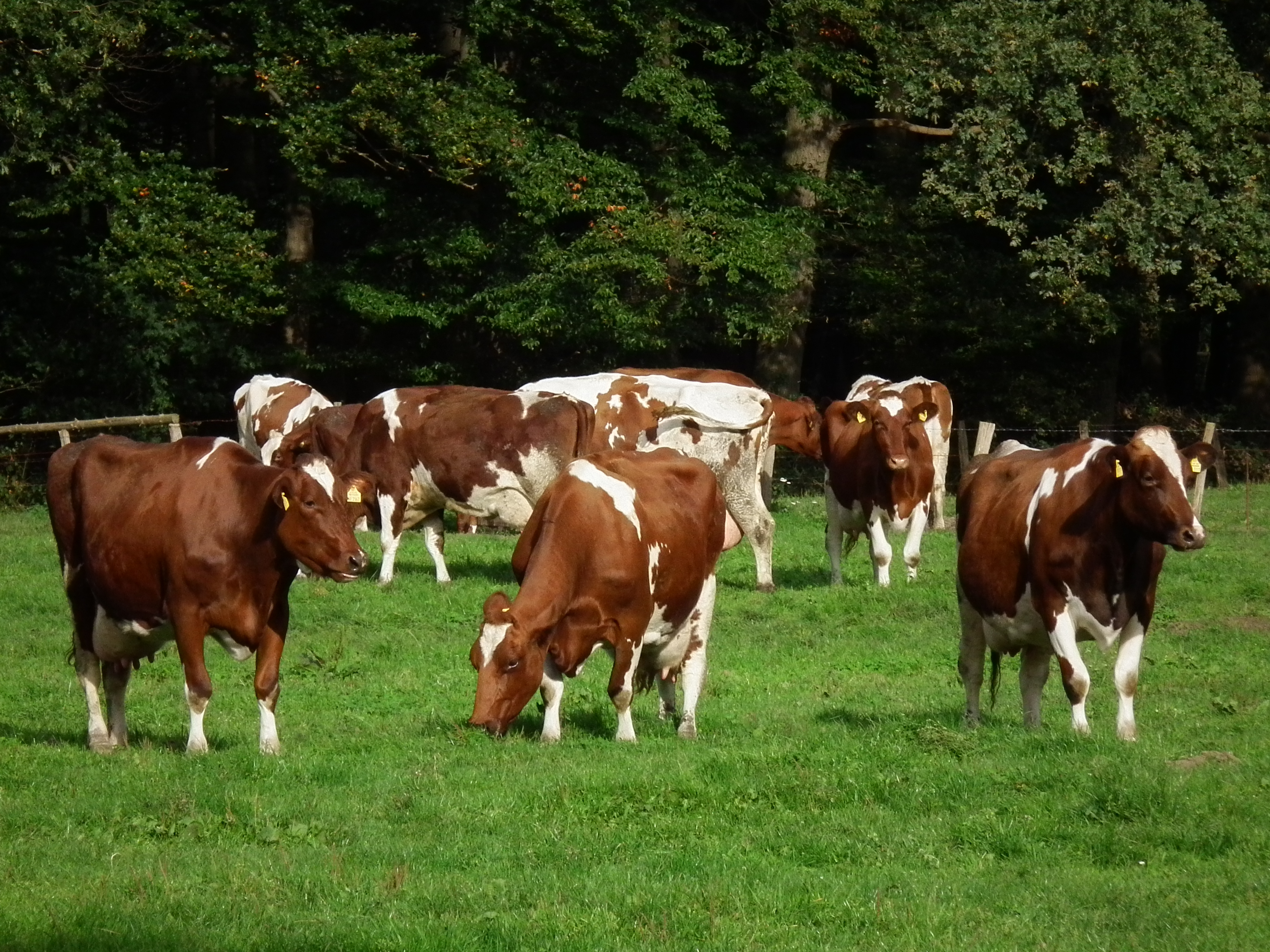
B. taurus es una especie que tiende a agruparse en manadas

Es una especie gregaria, esto es, que tiende a agruparse en manadas. En el seno del grupo, existen relaciones de dominancia que se establecen mediante combates en el momento de la formación del rebaño, y que finalizan con la constitución de una jerarquía que, una vez establecida, no volverá a replantearse. También pueden desarrollar relaciones de afinidad entre individuos; estas relaciones se traducen a menudo en lamidos y una proximidad de los animales. En el grupo también se observa la aparición de un liderazgo entre ciertos animales, sin relación con la jerarquía. El líder inicia generalmente los desplazamientos del rebaño; el líder tiene una mejor visión del espacio y una buena memoria del entorno.
Aunque por lo general la docilidad es una cualidad que se busca en los animales de ganadería, en ciertas razas se precisa de una cierta agresividad ligada a usos específicos como la tauromaquia o el rodeo chileno y el estadounidense.
Se comunican entre ellos por medio de los olores y de las feromonas. Son capaces de reconocerse individualmente por su olor en un grupo de un tamaño razonable. Su olfato también les permite percibir las emociones de sus congéneres, particularmente las situaciones de miedo o de estrés. La postura de la cabeza también es un medio de comunicación, que expresa los principales humores y comportamientos que los bovinos pueden adoptar (sometimiento, alerta, huida o amenaza).
La vocalización de esta especie se denomina mugido o bramido (oírⓘ, onomatopeya mu). Con él pueden expresar diversas situaciones: sufrimiento, hambre, sed, llamada de un ternero o de un congénere.

### Longevidad
Pueden alcanzar veinte años de edad o más, pero por lo general la longevidad de estos animales se ve reducida de manera artificial por el hombre, habitualmente por razones relacionadas con su explotación ganadera. El bovino más viejo del que existen registros fue una vaca irlandesa llamada Big Bertha que murió en 1993, tres meses antes de cumplir los 49 años de edad, después de haber parido no menos de 39 terneros a lo largo de su vida.

### Reproducción

#### Fisiología

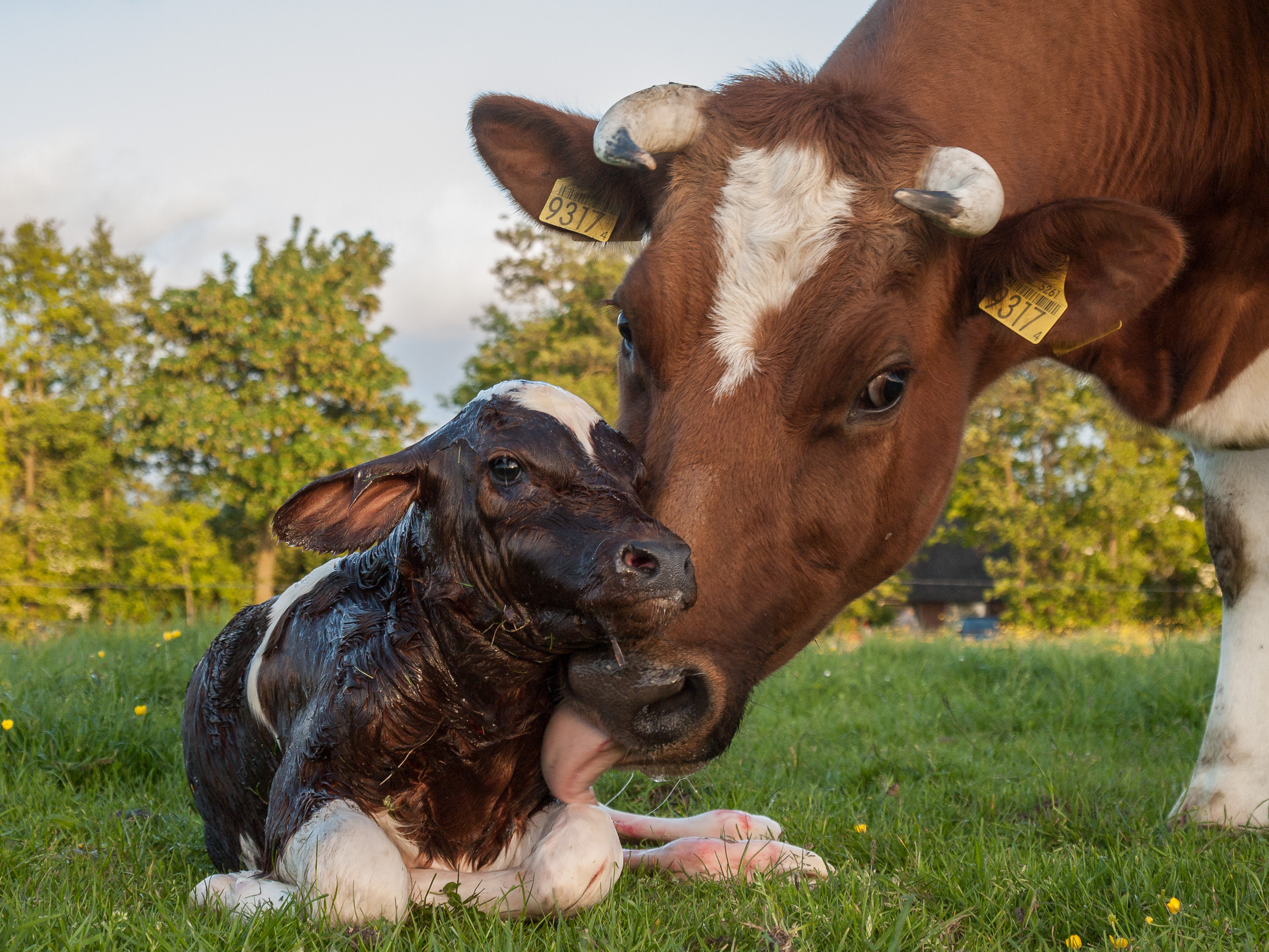
Vaca de la raza frisona con su becerro recién nacido

La edad a la que alcanzan la pubertad varía dependiendo de la raza, y puede ser a los 10 a 12 meses en el caso de ciertas razas lecheras, o a los 24 meses en ciertas razas africanas. Más que a la edad, la pubertad suele estar asociada al peso del animal, y consideramos generalmente que un animal alcanza la pubertad cuando se aproxima al 50-60 % de su peso de adulto. No tienen una época de reproducción, pueden reproducirse a lo largo de todo el año.
El ciclo reproductivo tiene una duración de 21 días por término medio, y se puede dividir en cuatro partes distintas. En primer lugar, el estro o celo dura unas diez horas y se corresponde con el periodo de disponibilidad sexual de la vaca y de aceptación del macho. Los estros están marcados por un comportamiento particular de la vaca, que es especialmente agitado, mugiendo con frecuencia, oliendo y lamiendo a sus congéneres, y puede intentar montar a otra vaca hasta que ella misma es montada. Luego sigue el metaestro, que dura seis días, durante los cuales se produce la ovulación, aproximadamente 15 horas después del final del celo, y la formación del cuerpo lúteo. La siguiente etapa es el diestro, que tiene una duración de 12 días y se corresponde con el máximo desarrollo del cuerpo lúteo; la progesterona secretada por el cuerpo lúteo prepara al útero para la implantación. La cuarta y última etapa del ciclo es el proestro, 3 días durante los cuales el cuerpo lúteo se reabsorbe progresivamente antes de un nuevo estro y el comienzo de un nuevo ciclo.
Durante el ciclo estral, el desarrollo folicular ovárico sigue un patrón de oleadas o grupos de folículos que crecen. Estas oleadas corresponden al desarrollo sincrónico cada 7-9 días de folículos de un tamaño comprendido entre 3 y 5 mm (milímetros) de diámetro. La fase de inicio del desarrollo de los folículos se denomina reclutamiento y comienza con un incremento de los niveles de hormona FSH seguida por una fuerte disminución de la concentración de estradiol que sigue al estro. La siguiente fase es la selección, durante la cual la mayoría de los folículos producen estradiol e inhibina; la acción conjunta de estas dos hormonas provoca una disminución de la concentración de FSH y la atresia de un cierto número de folículos, pero permitiendo a 3-6 de ellos desarrollarse. Al final, un solo folículo, de un tamaño superior a los demás, se convierte en dominante y provoca la regresión de los demás. Posteriormente, si el contexto hormonal es favorable y permanece viable, se transforma en un folículo ovulatorio. Durante el mismo ciclo se puede producir entre una y cuatro olas foliculares sucesivas, pero generalmente siguen un patrón de dos o tres.
La gestación dura cerca de nueve meses. El parto de la vaca está seguido por un período de ausencia de celo, el anestro posparto, que puede ser más o menos largo (entre 30 y 80 días). La involución uterina dura unos treinta días por término medio.

#### Intervención humana

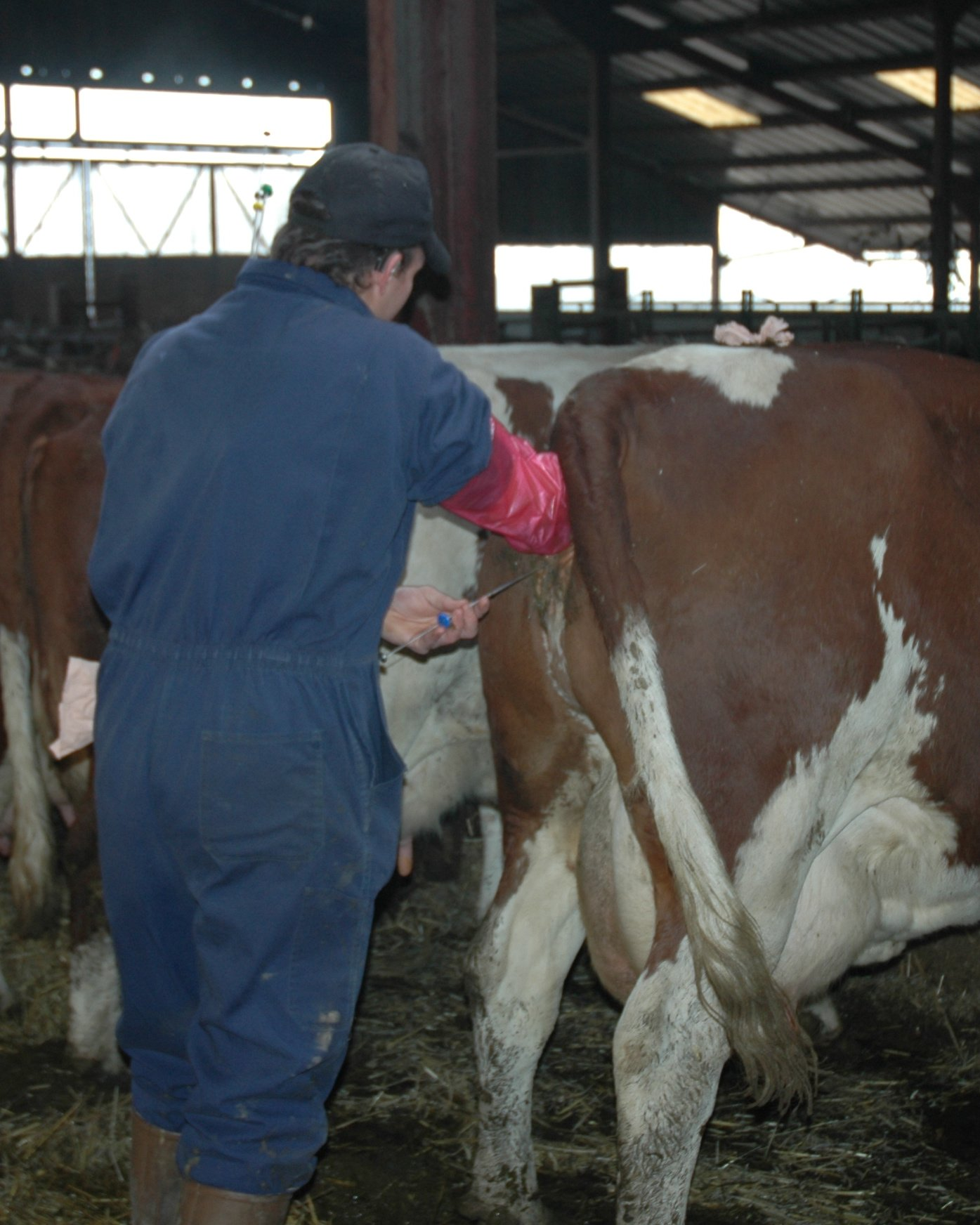
Inseminación artificial de una vaca

Dada su condición de especie domesticada y criada en cautividad para su explotación ganadera, el hombre interviene en gran medida en su reproducción.
La inseminación artificial se utiliza en estos bóvidos desde los años 1940. El inseminador reemplaza al toro introduciendo una pipeta de esperma por vía vaginal. El esperma se conserva en distintos recipientes como ampollas, pellets o pajuelas y se congela antes de ser empleado. Esta técnica permite obtener un número mucho más importante de descendientes de un toro que por reproducción natural. Los donantes utilizados para la inseminación son toros seleccionados que tienen calidades particularmente interesantes para el ganadero, y la utilización de la inseminación artificial le permite un mejor aprovechamiento del macho, mejoras genéticas, aumentar la fertilidad o evitar la transmisión de enfermedades venéreas a la vaca.
La transferencia de embriones es una técnica que consiste en producir un número importante de embriones (óvulos fertilizados) de la misma hembra mediante tratamientos hormonales, extraerlos del cuerno uterino antes de la nidación, y luego transferirlos al útero de otras vacas para que continúen su desarrollo. Con esta técnica se busca conseguir una mejora genética del ganado. Este sistema implica la utilización de tratamientos hormonales para sincronizar los ciclos sexuales de las donantes y las receptoras, ya que el útero debe estar en una fase en particular cuando se realiza la extracción, a los 7 días del ciclo estral.
La clonación es la creación artificial de individuos idénticos. Hay dos tipos de clonación: el primero es la clonación embrionaria, que se utiliza en esta especie desde los años 1980, y consiste en una división del embrión para obtener dos animales idénticos. Este método se utiliza sobre todo en el ámbito experimental. Pero hoy en día, cuando se trata de la clonación, se habla especialmente de la clonación somática, que consiste en crear un animal a partir de una célula somática de un individuo vivo. El primer bovino nacido por este método fue clonado a finales de los años 1990. La clonación somática podría permitir por ejemplo crear a un animal de excepción para la reproducción y así mejorar la selección del ganado, o crear a animales transgénicos. Sin embargo en la práctica esta técnica todavía adolece de muchos problemas, como el nacimiento de terneros demasiado gruesos o no viables, lo que limita la repercusión de la clonación.

### Alimentación

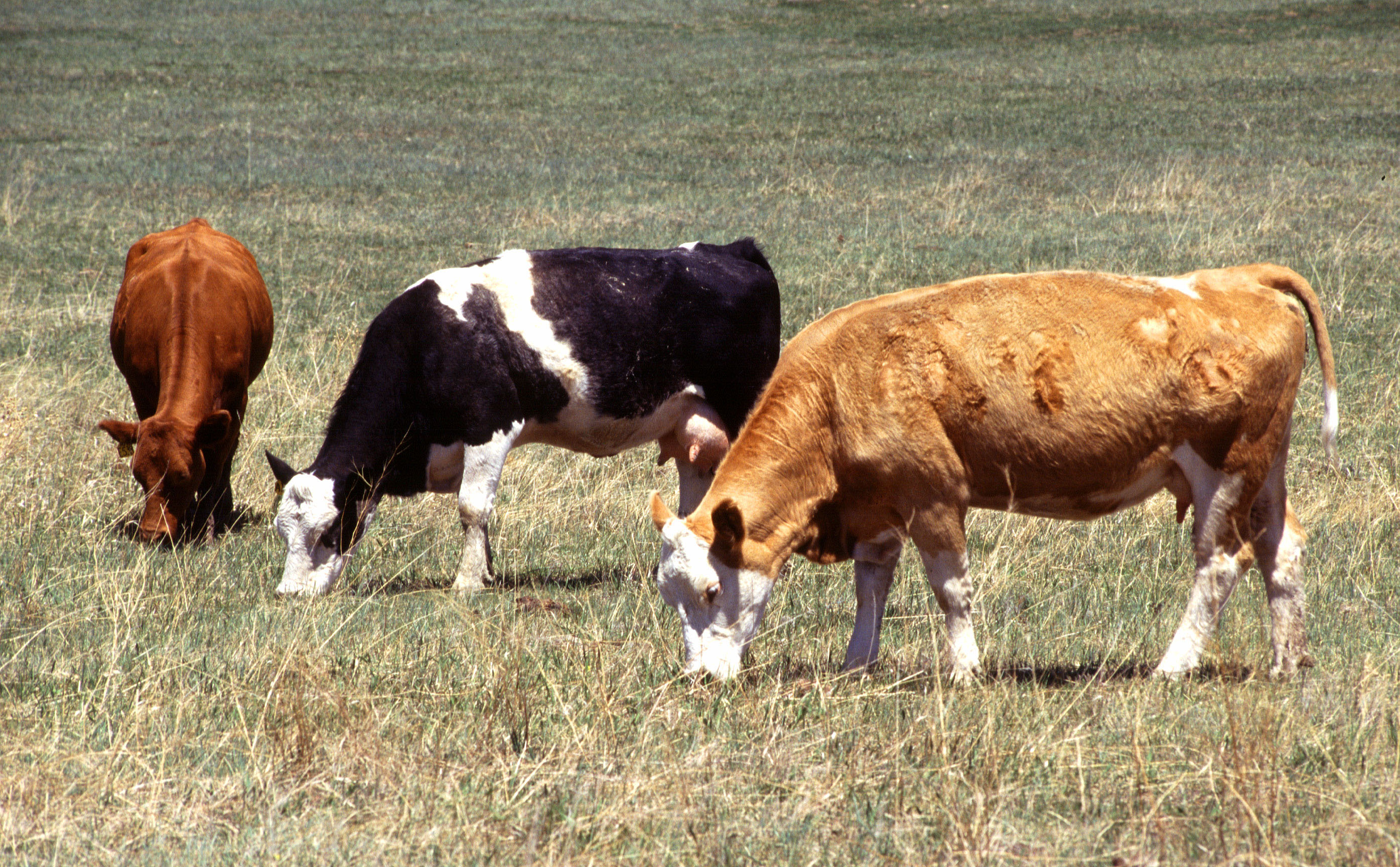
La primera fuente de alimentación de los bovinos es el pasto

La primera fuente de alimentación del ganado bovino es el pasto. Su alimentación está constituida por hierbas, tallos, hojas, semillas y raíces de numerosas plantas. No pueden digerir ciertas sustancias como las ligninas y los taninos. En el pasto, las plantas que consumen preferentemente son las gramíneas. También aprecian las fabáceas, y constituyen una fuente importante de nitrógeno cuando se encuentran entre el pasto; entre las más frecuentes se encuentran el trébol blanco, el trébol rojo, el loto y la alfalfa.

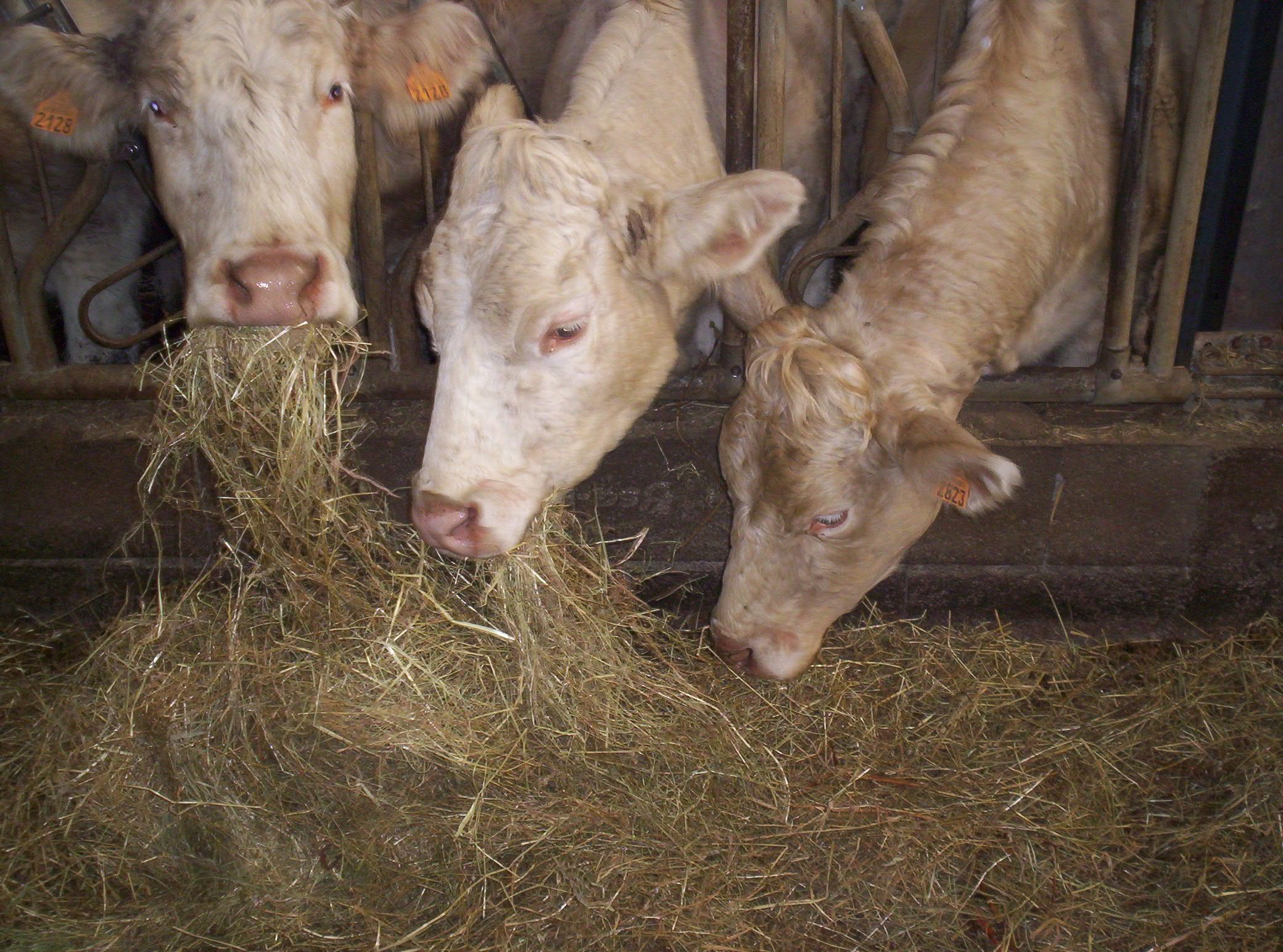
Vacas comiendo heno

Por motivos de producción o gestión ganadera, o cuando la disponibilidad de hierba no es suficiente, para alimentar a los animales los ganaderos utilizan forrajes cosechados durante la primavera o verano y que se han conservado. Se pueden distinguir varios tipos de forrajes según el método empleado para su conservación. El heno es uno de los más utilizados; se trata de hierba segada en verano que se seca al sol antes de cosecharlo. Otro de los métodos de conservación habitual es el que conduce a la formación de ensilajes; este sistema se basa en la fermentación de los glúcidos solubles contenidos en los forrajes por bacterias lácticas para hacer disminuir el pH del forraje e impedir la acción de las bacterias que causan la putrefacción. Los ensilajes se conservan en un medio anaerobio (generalmente cubiertos por un toldo de plástico) para impedir su deterioro por la acción de bacterias aerobias. Suelen producirse a partir de hierba o de maíz. Las normas de fabricación de ciertos quesos AOC como el gruyer y el emmental no permiten el uso de ensilajes porque se considera que contienen un gran contenido de gérmenes butíricos que afectan la calidad de la transformación quesera. También se puede alimentarlos con paja, pero este alimento, que tiene un alto contenido de lignina, no es muy alimenticio, aunque puede ser tratada con amoníaco o sosa con el fin de mejorar su digestión por parte de los animales.

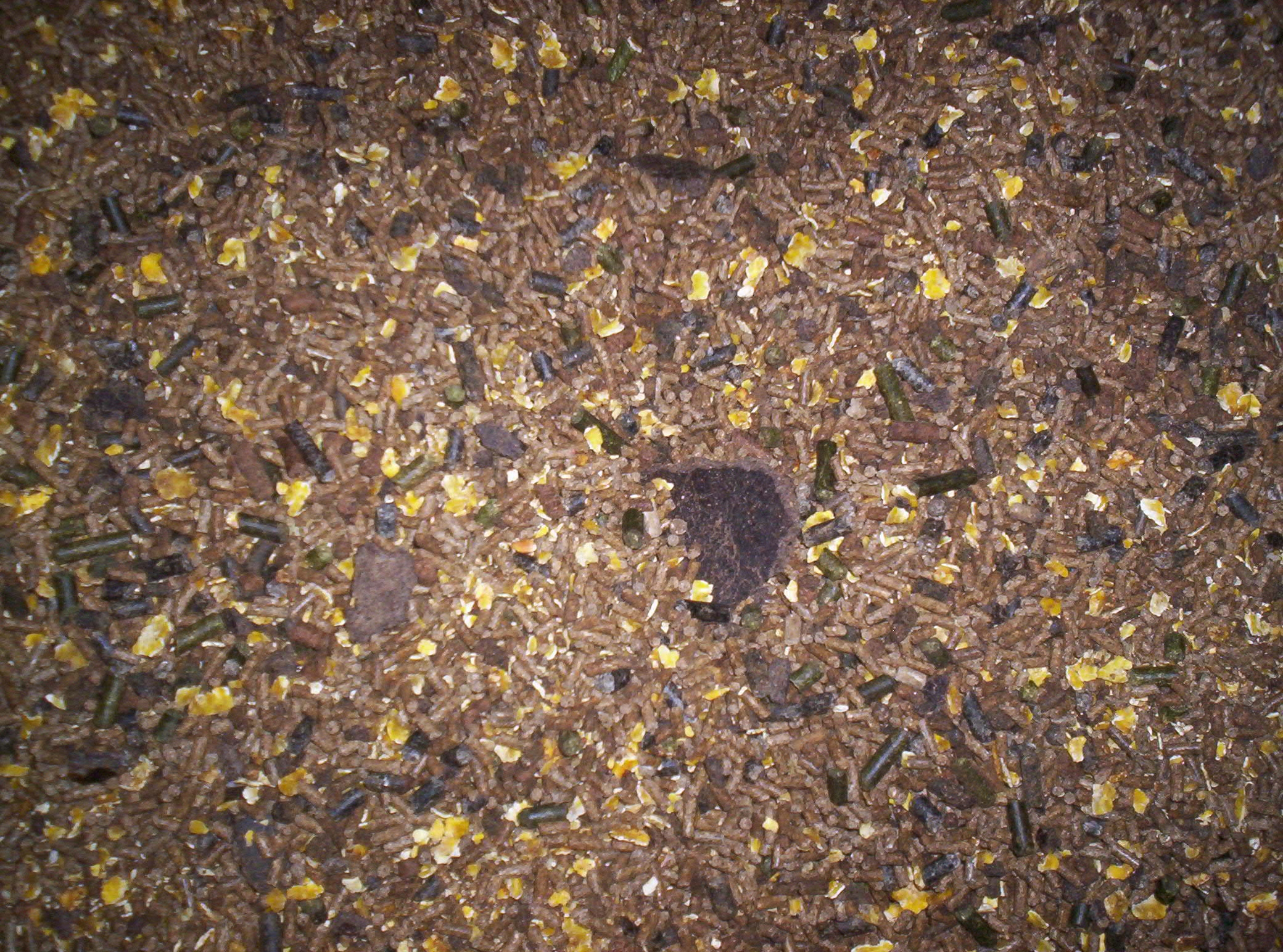
Los ganaderos complementan en ocasiones la alimentación de su ganado con alimentos concentrados comerciales

Por razones de engorde, de incremento de la tasa de crecimiento o de aumento de la producción lechera, la ganadería intensiva moderna, además del forraje tradicional, proporciona al ganado complementos concentrados energéticos o proteínicos así como complementos minerales y vitamínicos. Estos complementos pueden ser aportados bajo diferentes formas, como pueden ser los cereales, que permiten aportar energía a los animales. Entre los más utilizados se encuentran el trigo, el triticale, la cebada, la avena, el mijo, el sorgo y el maíz. Como complementos energéticos también se utilizan raíces y tubérculos. La remolacha, rica en azúcares solubles, las patatas y la mandioca, ricas en almidón, son alimentos particularmente energéticos. A menudo también se utilizan sus subproductos, como la melaza y la pulpa de remolacha azucarera, residuos de la cristalización de los azúcares de la remolacha.
Las fuentes de proteínas más habituales son los turtós, residuos sólidos obtenidos tras la extracción del aceite de semillas o frutos oleaginosos. Los turtós más utilizados son los de soja, los de colza, los de girasol y los de lino. Durante mucho tiempo se utilizaron harinas de origen animal como concentrados proteínicos. A principios de los años 1970, en el Reino Unido no se respetaron algunas reglas de higiene que permitían evitar la transmisión de enfermedades, y se desencadenó una epizootia de encefalopatía espongiforme bovina (o EEB, conocida comúnmente como la «enfermedad de las vacas locas») que obligó a sacrificar a cientos de miles de reses. Los primeros casos de animales enfermos se declararon en el Reino Unido en 1986, y en 1996 se detectó en el ser humano una nueva enfermedad, una variante de la enfermedad de Creutzfeldt-Jakob, que se relacionó con la epidemia de EEB en el ganado vacuno.
Los bovinos por lo general no necesitan un aporte de las nueve vitaminas hidrosolubles (B1, B2, B3, B5, B6, B8, B9, B12 y C), porque las bacterias de su panza las sintetizan.

### Patologías

#### Enfermedades microbianas
Las bacterias están implicadas en una amplia gama de enfermedades del ganado bovino. En el aparato digestivo causan enterotoxemias, diarreas por E. coli y salmonelosis. Diversas bacterias están implicadas en la incidencia de mastitis en el ganado. La pasteurelosis, la brucelosis y la queratitis también son enfermedades bacterianas. Las micobacterias más peligrosas para el ganado son las que causan la tuberculosis y la paratuberculosis.

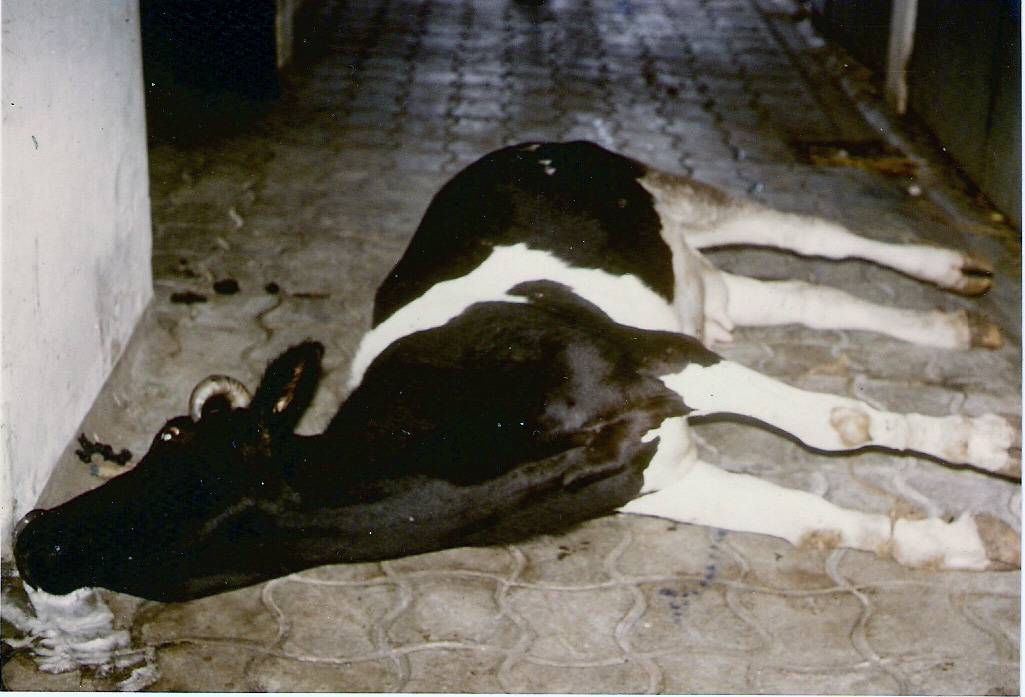
Vaca afectada de tétanos

Diversos virus también pueden afectar a los bovinos. Algunos son responsables de enfermedades respiratorias como la rinotraqueítis infecciosa bovina (IBR), el virus sincitial respiratorio bovino (VSRB) o la parainfluenza bovina (PI3). Los rotavirus y coronavirus están asociados a la diarrea en terneros jóvenes. La diarrea viral bovina (BVD) provoca diarrea y aborto, y el virus de la leucosis bovina afecta al sistema inmunitario. En los pezones, los virus pueden causar herpes, papilomas y tumores inducidos por Parapoxvirus. Las enfermedades virales en ocasiones pueden ser muy contagiosas y causar graves problemas en las explotaciones ganaderas, como en el caso de la rabia, una enfermedad del sistema nervioso, la fiebre aftosa del ganado y la lengua azul. En África, enfermedades como la fiebre del valle del Rift también pueden provocar grandes epidemias.
Las rickettsias y los micoplasmas son responsables de las infecciones por clamidias y de la fiebre Q, dos enfermedades que pueden provocar abortos, así como la perineumonía contagiosa bovina, una enfermedad pulmonar.
La encefalopatía espongiforme bovina (o «enfermedad de las vacas locas»), causante de una importante crisis socioeconómica en los años 1990, es debida a un agente patógeno particular: el prion, una proteína patógena.
Ciertas patologías bovinas son particularmente problemáticas porque podrían transmitirse a los humanos. Es el caso de la listeriosis, el mal rojo, el carbunco, el tétanos, el botulismo, la leptospirosis, la brucelosis, la tuberculosis, la salmonelosis, las infecciones por clamidias, la fiebre Q, la rabia, la fiebre del valle del Rift, o la encefalopatía espongiforme bovina, que puede causar la enfermedad de Creutzfeldt-Jakob.

#### Parasitismo

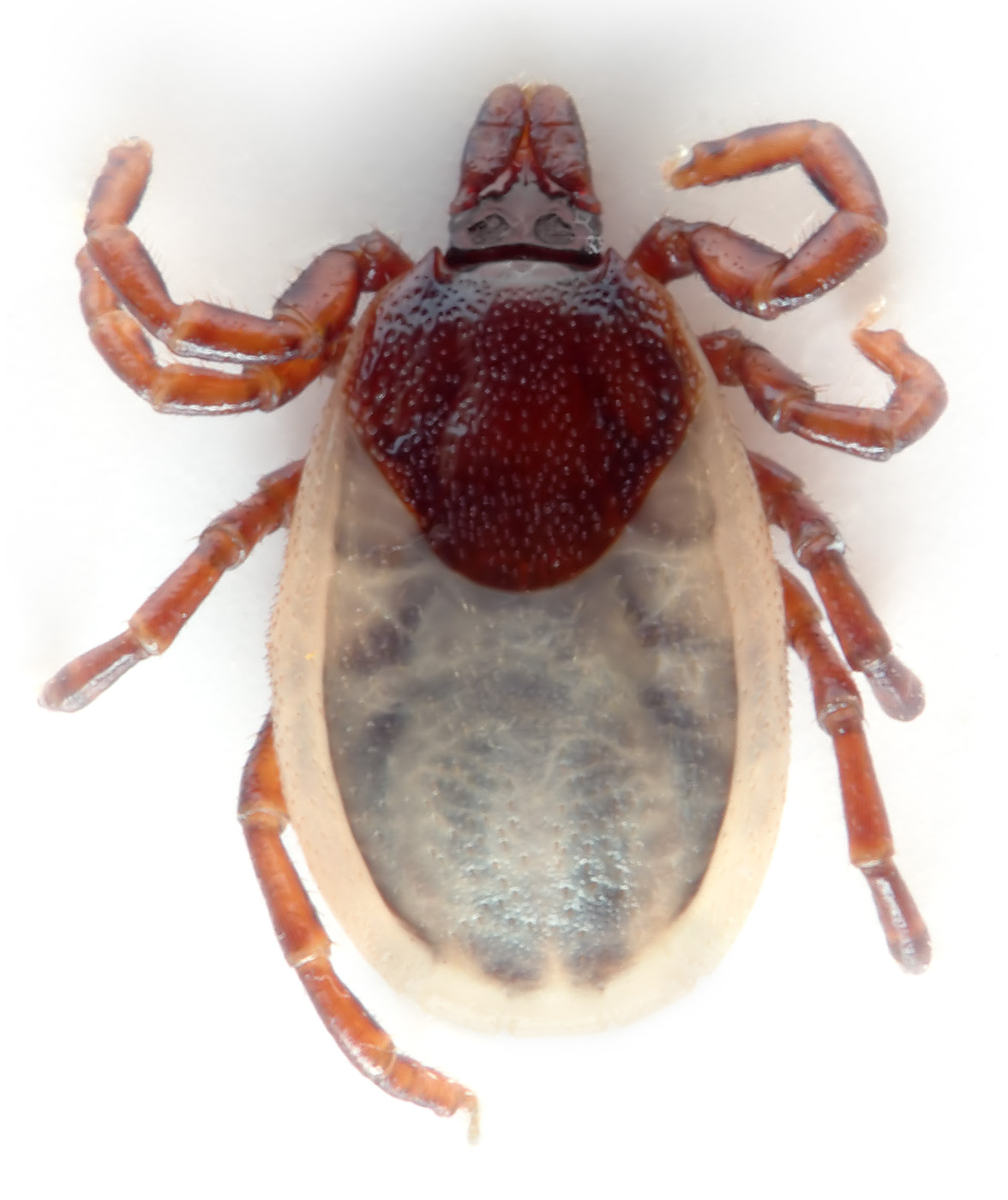
Las garrapatas son unos ectoparásitos comunes en estos bóvidos

Diversos insectos (moscas, mosquitos, tábanos, etc.) importunan a estos bóvidos sin comportarse como verdaderos parásitos. Los parásitos externos de los bovinos son sobre todo las garrapatas, vectores de numerosas enfermedades como la brucelosis o la piroplasmosis, así como los piojos, los aradores de la sarna y las larvas de ciertas moscas. Los principales parásitos internos son los estrongílidos pulmonares e intestinales y las duelas.
En África, el ganado bovino puede verse afectado por pequeños parásitos del género de los tripanosomas. Los bovinos locales desarrollaron resistencia a la infección y a la enfermedad causada por los tripanosomas. Los cebús, muy poco resistentes a la enfermedad, a menudo han sido cruzados con las razas locales para mejorar su resistencia.

#### Problemas derivados de la alimentación

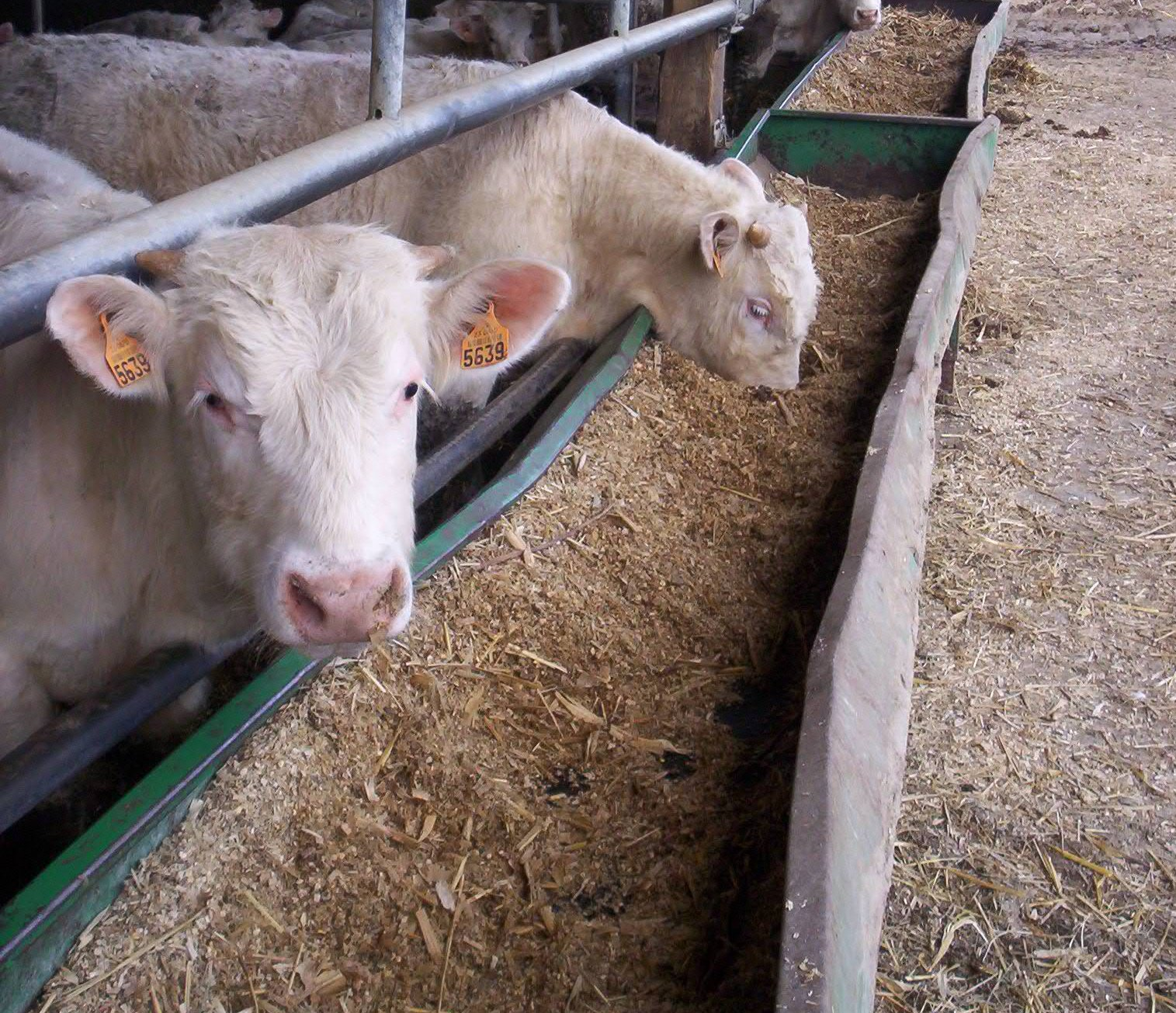
La alimentación a base de ensilaje de maíz puede plantear problemas de acidosis

El buen funcionamiento de la digestión en el rumen puede ser trastornado por variaciones de la acidez que engendran una perturbación de la flora ruminal (del rumen), y hacer que ciertas bacterias puedan proliferar anormalmente. El problema más frecuente es la acidosis, que se caracteriza por un pH demasiado ácido en la panza que está unido a un consumo excesivo de alimentos ricos en almidón, como los cereales, y que puede ser aguda y potencialmente fatal para el animal, o crónica, que ocurre con mayor frecuencia pero cuya sintomatología se experimenta en una forma menos marcada. Alimentos molidos como el ensilaje de maíz implican un riesgo de acidosis porque su tiempo de masticación es reducido, por lo que no permiten una salivación suficiente para regular el pH de la panza; se deben proporcionar alimentos menos elaborados para limitar este riesgo. Por el contrario, la alcalosis está asociada a un aumento del pH, y está provocada por un aumento rápido del contenido de amoníaco en el rumen seguido por una degradación de la materia nitrogenada de la ración. La alcalosis provoca en ocasiones una detención de la rumia que puede complicarse con meteorismo; en ese caso el animal corre el riesgo de morir asfixiado. La alcalosis se produce generalmente durante el pastoreo de prados de leguminosas jóvenes.
En caso de sobrecarga alimentaria a nivel del rumen, el problema se traslada frecuentemente a los intestinos. Estos pueden reaccionar evacuando el exceso mediante una diarrea. Pero si hay una disminución de la velocidad del tránsito intestinal, un género de bacterias, Clostridium, pueden proliferar en los intestinos y la toxina que sintetizan provocar una enterotoxemia que puede poner en peligro al animal. Las transiciones alimentarias demasiado abruptas son una causa frecuente de problemas intestinales.
También pueden ser víctimas de intoxicaciones alimentarias. Estas pueden tener su origen en alimentos mal conservados: la presencia de tierra favorece la aparición de listeriosis y los mohos son responsables entre otros de las necrosis cerebrocortical y de abortos. En el pastoreo las intoxicaciones más frecuentes están asociadas al consumo de bellotas, de Colchicum, de Mercurialis y de Narthecium ossifragum, que provocan generalmente diarreas.
Los bovinos pueden sufrir de carencia de diferentes minerales. Los casos más frecuentes son la carencia de calcio (llamada «fiebre de leche»), que se da especialmente en razas productoras de leche y que se suele producir poco antes o poco después del parto de la vaca, y la carencia de magnesio (tetania de la hierba o de los pastos) en la ingestión de hierba. También se pueden dar carencias en vitaminas liposolubles (A, D, E y K).

#### Anomalías genéticas

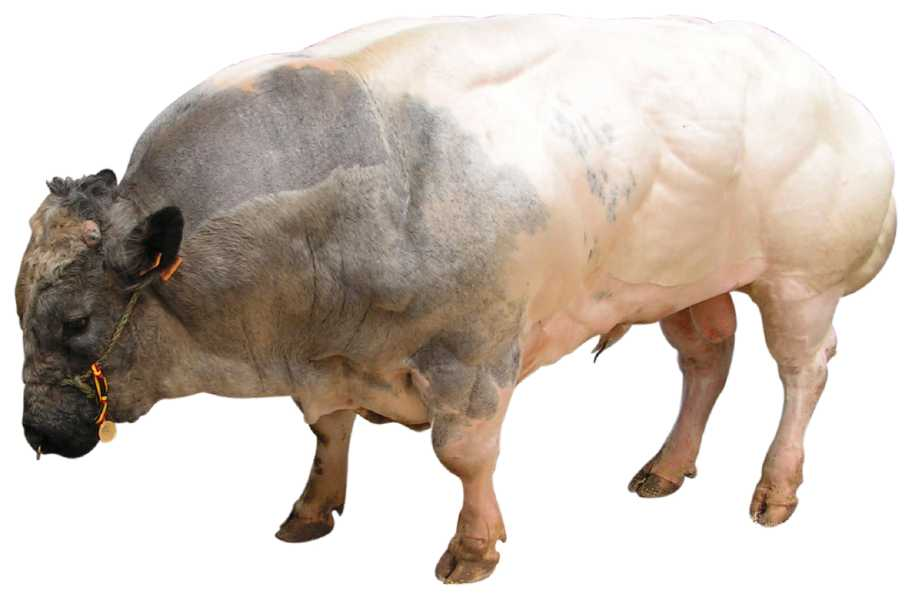
Los animales de la raza blanco azul belga poseen un gen responsable de hipertrofia muscular

Están documentadas alrededor de 400 anomalías genéticas en la especie bovina.
Ciertas razas han sido seleccionadas para una anomalía genética buscada. Este es el caso de los animales, machos y hembras, con el síndrome de doble músculo o culard, que se distinguen por una importante hipertrofia muscular, con un notable agrandamiento de todos los músculos superficiales, unos cuartos posteriores y paletas grandes y musculosas, una carne extremadamente magra y, a veces, debilidad de los miembros anteriores. Los becerros tienen un altísimo ritmo de crecimiento y un elevado peso al nacer, por lo que las vacas casi siempre tienen que parir mediante cesárea.
Algunas razas, como la angus, no tienen cuernos de forma natural, y en ocasiones se trata de desarrollar esta anomalía en otras razas por razones de facilidad ganadera.
Pero la mayoría de las anomalías perjudican al recién nacido portador. Así, la denominada deficiencia de adhesión de los leucocitos bovinos (conocida como BLAD, por su sigla en inglés), que se caracteriza por un sistema inmunitario no funcional, y el complejo vertebral de malformación (CVM), una deformación de la columna vertebral, dos enfermedades frecuentes en la raza Holstein, resultan mortales para la res, de la misma manera que la palatosquisis o paladar hendido en la raza charolesa. Otras, como la acondroplasia, una forma de enanismo también habitual en la Holstein, son muy perjudiciales.

## Domesticación y ganadería

### Domesticación

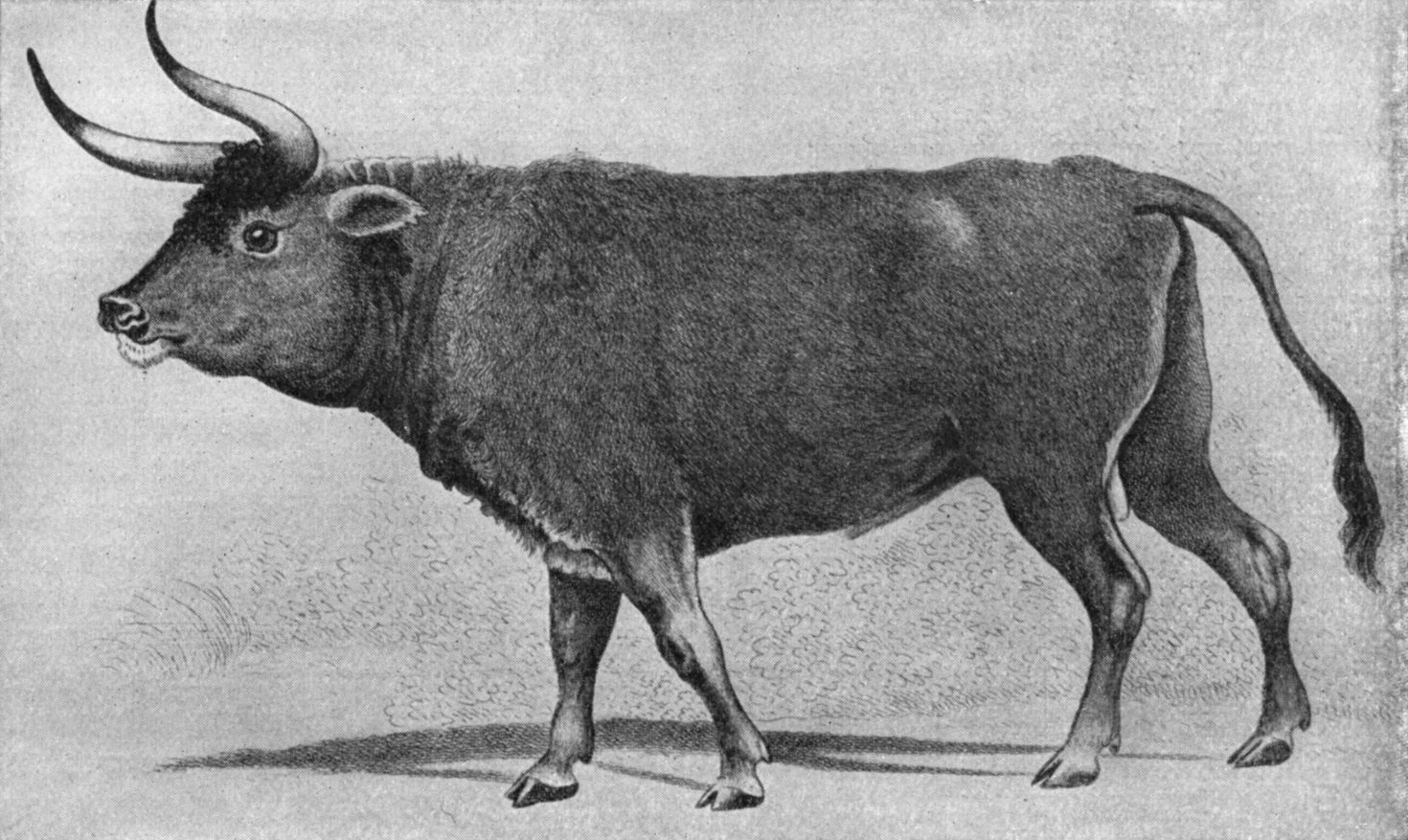
Dibujo de un uro (Bos primigenius), agriotipo de las vacas y toros domésticos

La especie salvaje que ha dado origen a Bos taurus es el uro salvaje (Bos primigenius). Su domesticación se remonta a unos 10 000 años, en el Oriente Medio y la India.
La mayoría de autores han descrito tres subespecies:
- el uro europeo (Bos primigenius primigenius), a veces considerado como el antepasado del ganado sin joroba doméstico (Bos primigenius f. taurus);
- el uro asiático o indio (Bos primigenius namadicus), que probablemente dio lugar al ganado doméstico con joroba o cebú (Bos primigenius f. taurus = Bos primigenius f. indicus);
- el uro norteafricano (Bos primigenius africanus = Bos primigenius opisthonomous), cuyos genes podrían estar en el ganado doméstico africano.

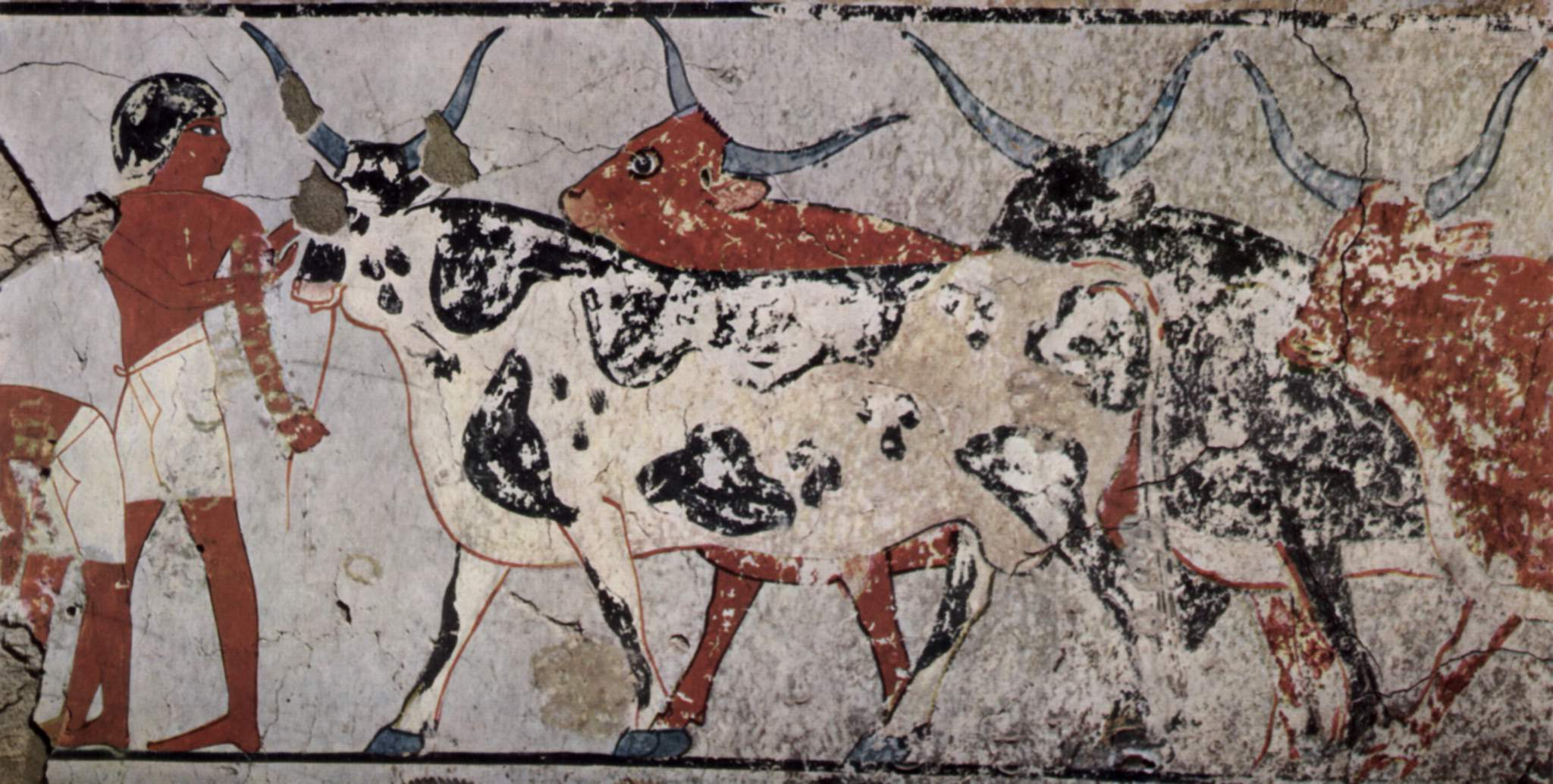
Grabado de un pastor con ganado bovino en el Antiguo Egipto.

Algunos investigadores plantean la hipótesis de que el ganado bovino europeo no desciende de una domesticación del uro europeo sino de bovinos domesticados en Asia que habrían seguido las migraciones de las poblaciones próximo-orientales hacia Europa a través del valle del Danubio o de las costas mediterráneas, al igual que se produjo la introducción de la cabra, el cordero o la cultura de los cereales. Esta hipótesis fue apoyada por estudios del ADN del uro y de razas domésticas. No hay que excluir sin embargo la eventualidad de cruzamientos con los uros locales desde entonces.
El ganado se distribuyó con los movimientos de la población, cada pueblo ligado a una raza particular. Así fue como estos bóvidos domésticos se establecieron en Europa, África y Asia. Posteriormente fueron exportados a América y a Oceanía, introducidos por los exploradores y conquistadores. Hoy en día los bovinos domésticos y su ganadería están presentes en todos los continentes, excepto en la Antártida, y en la mayor parte de la superficie terrestre.

### Ganadería
Es una especie que tiene una gran importancia económica en todo el mundo. Tras su domesticación, sus primeras funciones fueron para trabajar como animal de tiro y para la producción de carne y de leche, además de aprovecharse los cuernos, el cuero o los excrementos (como fertilizante o combustible); también se siguen empleando en algunos países en los espectáculos taurinos.

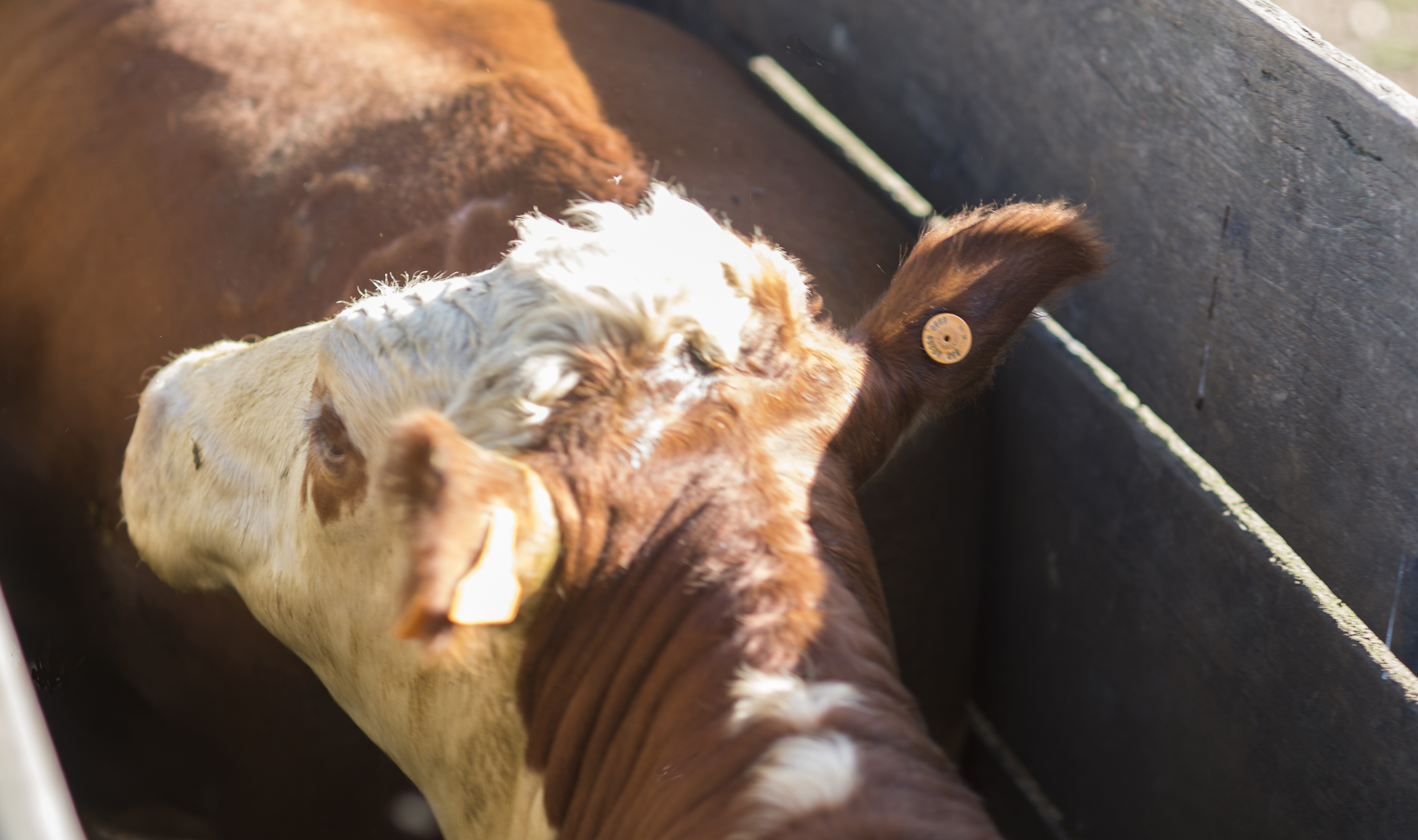
Caravana para identificación del ganado

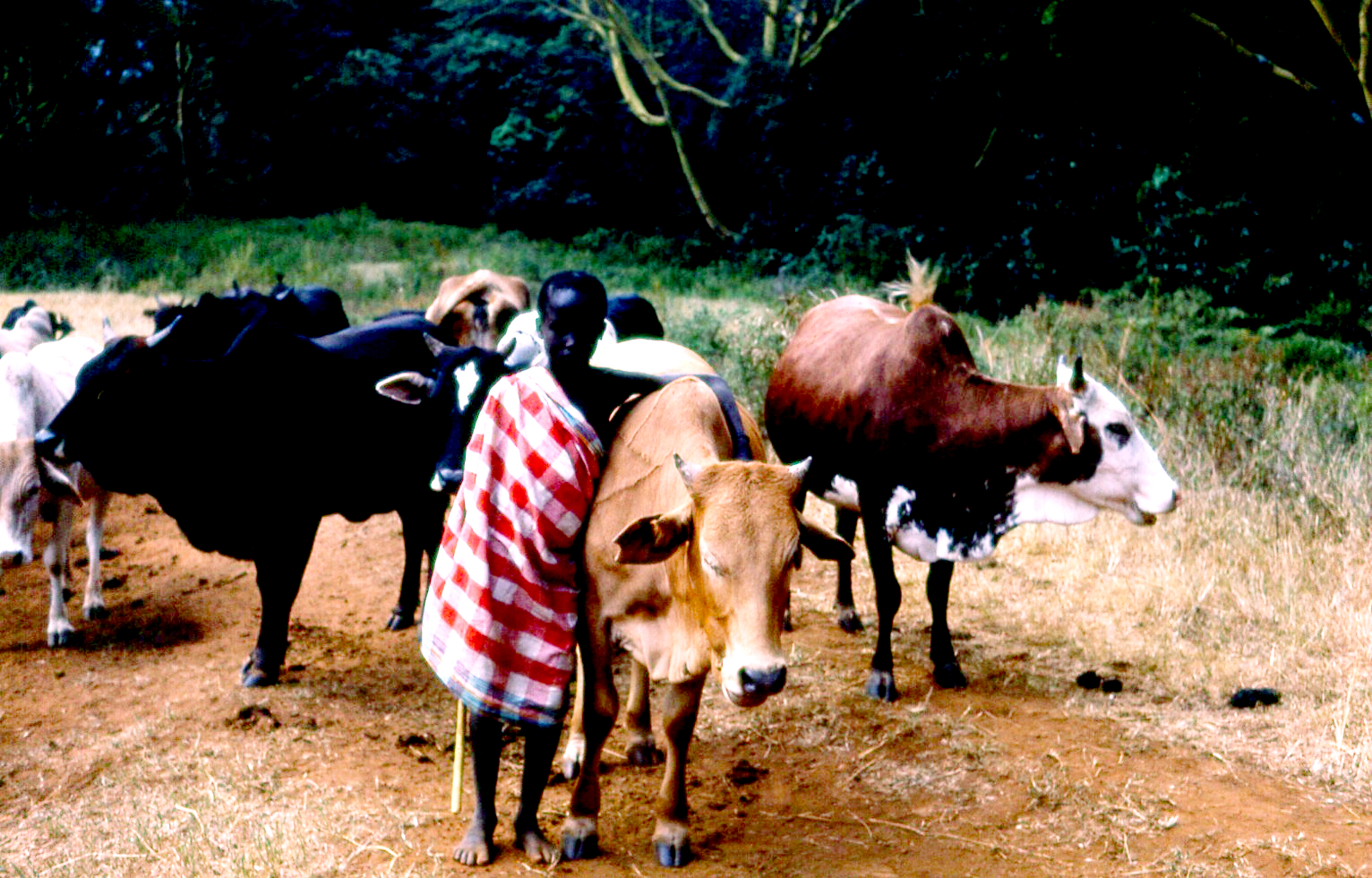
Los masái mantienen una tradición ganadera muy antigua

Entre las formas más antiguas de ganadería figura el nomadismo, que consiste en el desplazamiento continuo de la población y de los rebaños, con el fin de encontrar siempre recursos forrajeros para alimentar a los animales. Es un sistema que se utiliza principalmente en regiones áridas o semiáridas de Asia, de Arabia o de África, pero tiende a desaparecer por razones políticas. Los beduinos, los fulanis o los masáis son algunos de los pueblos nómadas ganaderos de bovinos. Posteriormente, con la invención de la agricultura en Mesopotamia, los pueblos de ganaderos se sedentarizan. Inicialmente solo una fuente de alimento, estos bóvidos domésticos van a poco a poco a convertirse en bestia de carga para realizar faenas del campo o para tirar de carretas y así participar en el comercio.
Los hombres desarrollaron variedades (denominadas razas) especializadas en la producción de leche, de carne, o de doble propósito (para carne y leche).
Con la excepción de ciertas razas utilizadas en la tauromaquia, donde por cultura no se manipularon y tan solo se preservaron como razas casi silvestres dando valor a los toros como elementos naturales vivos y no solo para el consumo humano, por eso en el resto de aprovechamientos tanto la vaca como el toro macho ambos se destinan generalmente a la producción de carne, mientras que en la tauromaquia solamente se usan las reses bravas ya usadas después de la lidia o las hembras que se pierden por causas naturales siendo este un modo de ganadería 100% sustentable y ecológico y no como en la ganadería industrializada donde se explotan intensivamente, en la ganadería tradicional a la vaca hembra habitualmente se le utiliza para garantizar la renovación del rebaño o a la producción de leche.

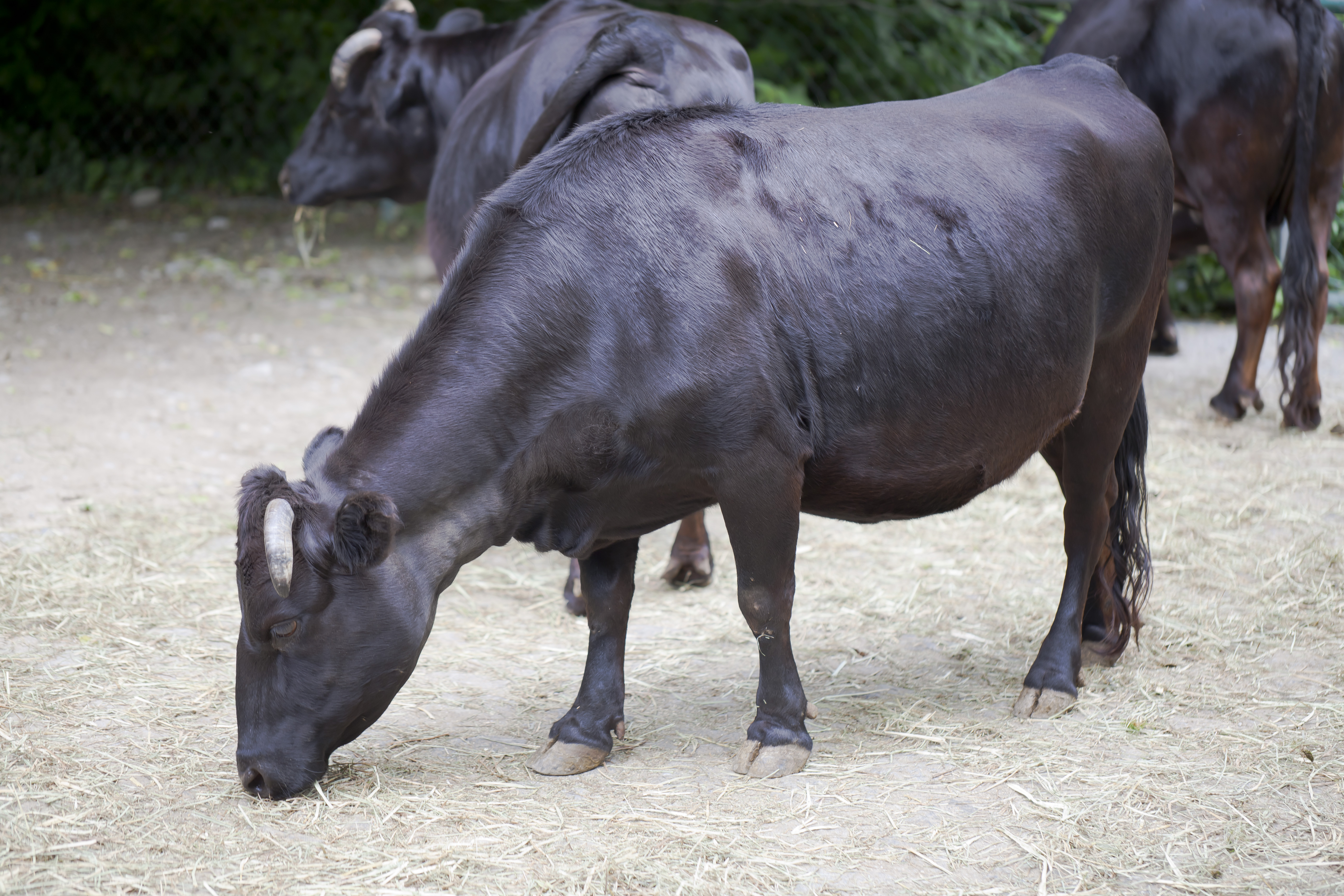
Ejemplares en un zoo

La cabaña mundial de ganado bovino ascendía a 1347 millones de cabezas en el año 2011. Los países con un mayor número de cabezas eran Brasil con 175 millones (13.0 % del total mundial), India con 174 millones (12.9 %), Estados Unidos con 96 millones (7.1 %), China con 82 millones (6.1 %) y Argentina con 50 millones (3.7 %).

#### Razas
Tras unos 10 000 años de domesticación a lo largo de Europa, Asia y África, estos bóvidos domésticos han experimentado una gran cantidad de variaciones artificiales que dieron como resultado numerosas variedades o razas, con multitud de tamaños, características y colores de pelaje.

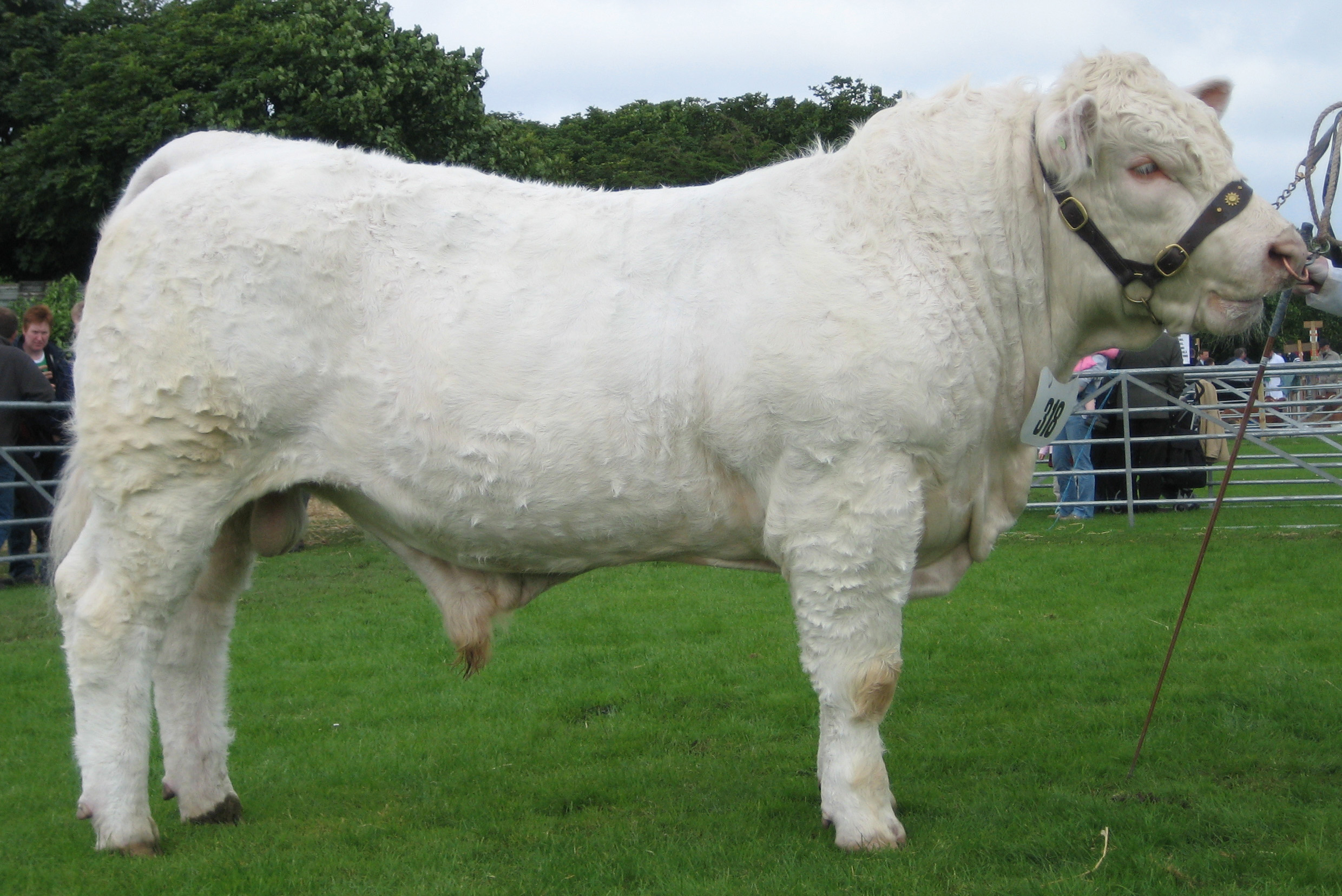
Toro de raza charolesa

Estas razas son muy numerosas en Europa, donde la tradición de selección es muy antigua. La mayoría han sido individualizadas a partir de finales del siglo XVIII. En el siglo XIX la noción de raza se afianzó, con el desarrollo de los concursos agrícolas. Los ganaderos comenzaron realmente a seleccionar a sus animales en aquella época, que vio el desarrollo de las razas autóctonas pero también la aparición de nuevas razas nacidas de diversos cruzamientos, como la maine-anjou o la normanda. A finales del siglo XIX se editaron los primeros libros genealógicos (denominados herd-books) en Inglaterra y posteriormente en el resto de Europa occidental. El siglo XX vio la desaparición de un buen número de estas razas, principalmente por razones económicas, ya que eran menos productivas y menos especializadas que sus congéneres.
Generalmente se clasifican en categorías en función de sus características individuales, como la disposición y forma de la cornamenta, la capa (color del pelaje), o criterios zooeconómicos, como sus capacidades productivas.
| Razas africanas - Afrikaner - Ankole-Watusi - Tuli Razas alemanas - Bovino de Heck - Fleckvieh - Simmental - Gelbvieh - Holstein - Pustertaler Sprinzen Razas argentinas - Criolla argentina - Holando argentina - Angus argentino - Candora argentino Razas austríacas - Pinzgauer Razas belgas - Blanco azul belga Razas británicas - Angus - Devon - Belted Galloway - Galloway - Jersey - Hereford - Red Poll - Shorthorn- Durham - Ayrshire - Guernesey - Highland Razas del Caribe - Senepol Razas chilenas - Clavel Razas colombianas - BON (blanco orejinegro) - Chino santandereano (del departamento de Santander, Colombia) - CCC (costeño con cuernos) - Casanare - Hartón del Valle - Lucerna - Sanmartinero - Romosinuano - Velasquez | Razas españolas De acuerdo con el Catálogo Oficial de Razas de Ganado de España: - Albera - Alistana-Sanabresa - Asturiana de la montaña o casina - Asturiana de los valles - Avileña-Negra ibérica - Berrenda en colorado - Berrenda en negro - Betizu - Blanca cacereña - Bruna de los Pirineos - Cachena o pisca - Caldelá o caldelana - Canaria o criolla - Cárdena andaluza - Frieiresa - Gochona entelarada asturleonesa - Lidia - Limiá - Mallorquina - Marismeña o mostrenca - Menorquina o mahonesa - Monchina - Morucha o salmantina - Murciana-Levantina - Negra andaluza - Pajuna o serrana - Palmera - Parda alpina - Parda de montaña - Pasiega - Pirenaica - Retinta - Rubia gallega - Sayaguesa o zamorana - Serrana negra - Serrana de Teruel - Terreña - Tudanca - Vianesa | Razas estadounidenses - Brown Swiss - Brahman - Shorthorn - Middleburiana - Santa Gertrudis - Simbrah - Texas Longhorn - Brangus - Braford Razas francesas - Aubrac - Charolesa - Limusín - Montbeliarde - Normanda - Rubia de Aquitania - Salers - Simmental francesa - Toro de la Camarga - Vaca de los Vosgos Razas holandesas - Frisona Razas irlandesas - Irish Moiled Razas japonesas - Wagyu Razas mexicanas - Criolla mexicana - Tropicarne Razas noruegas - Telemark Razas portuguesas - Alentejana - Arouquesa - Barrosa - Cachena (autóctona de Portugal y España) - Garvonesa o chamusca - Jarmelista o jarmeleira - Marinhoa - Maronesa - Mertolenga - Minhota o gallega - Mirandesa o ratinha - Preta - Ramo Grande Razas suizas - Parda alpina - Simmental Razas uruguayas - Fernandina Razas venezolanas - Carora - Criollo amarillo de quebrada arriba - Florentino - Criollo limonero |

#### Producción de leche

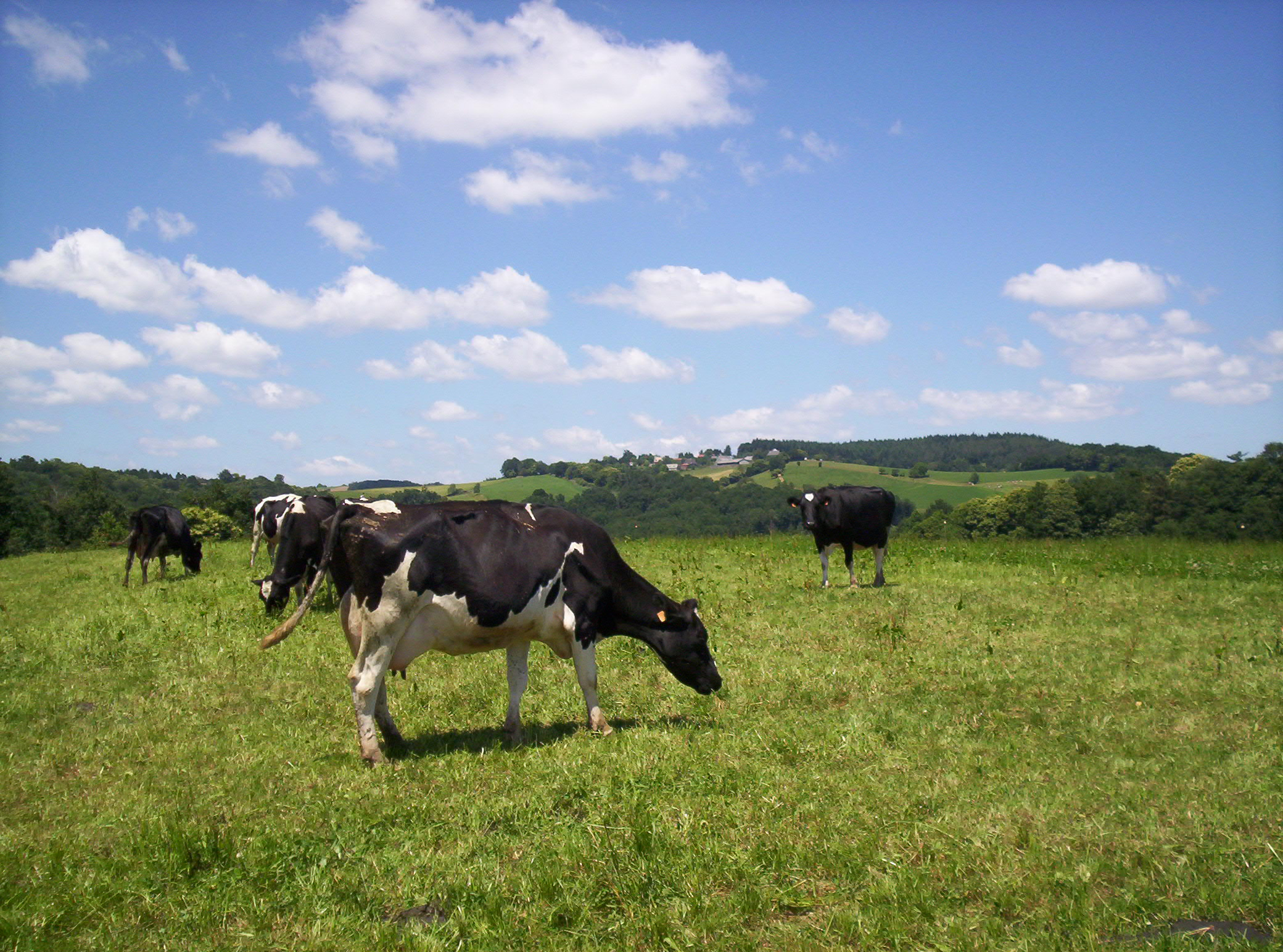
La frisona es una de las vacas lecheras más comunes en la actualidad

Las hembras solo producen leche después de haber parido y si son ordeñadas regularmente; habitualmente se utiliza el sistema de inseminación artificial cada año y medio o dos años para que vuelvan a parir y que así puedan seguir produciendo leche.
La práctica del ordeño se inició poco después de la domesticación, hace unos 10 000 años, en el Oriente Medio, y que pronto se convirtió en un proceso esencial para la supervivencia de algunos pueblos. Así, los fulani, pueblo nómada de África central, basan su modo de vida casi exclusivamente en el ganado, fundamentalmente bovino (cebús), y viajan sin cesar con sus rebaños de vacas que los abastecen de leche, base casi exclusiva de su alimentación y que consumen cada día bajo diversas formas. En Europa, la leche está ausente de la cocina de la antigüedad, pero fue adquiriendo importancia con el paso del tiempo, primero en el mundo campesino para el cual es una fuente de alimento ineludible, y luego para el resto de la sociedad, con el desarrollo de productos derivados como la mantequilla. Durante el siglo XX, la leche se convierte en un producto de consumo habitual a medida que la producción se industrializa. Las granjas lecheras se hacen cada vez más productivas, y mejoran la higiene de la leche. El gran avance generado por la invención del tratamiento de conservación UHT ayudó a la generalización del consumo cotidiano de leche.
Sin embargo, el consumo de leche de vaca por parte de los humanos puede plantear algunos problemas. Se ha comprobado que si bien el cuerpo de los bebés produce lactasa, enzima que permite la digestión de la lactosa de la leche de vaca, no es así en el caso de los adultos, y pueden darse en una proporción elevada de la población adulta situaciones de intolerancia a la lactosa. La incidencia de esta intolerancia es mayor entre los pueblos asiáticos y americanos, algo menos prevalente entre los africanos, menos frecuente en los centroeuropeos y todavía menor en los países del norte de Europa.
| Composición media de la leche en gramos por litro |               |               |                       |                       |                       |         |                    |
| Agua                                              | Extracto seco | Materia grasa | Materias nitrogenadas | Materias nitrogenadas | Materias nitrogenadas | Lactosa | Materias minerales |
| Agua                                              | Extracto seco | Materia grasa | Totales               | caseína               | albúmina              | Lactosa | Materias minerales |
| 900                                               | 130           | 35-40         | 30-35                 | 27-30                 | 3-4                   | 45-50   | 8-10               |

En el año 2006, se produjeron en todo el mundo 550 millones de toneladas de leche de vaca, lo que supone el 87 % de la producción total de leche en el mundo. Los principales productores son la Unión Europea, Asia (particularmente la India) y América del Norte. Según los países, se dan grandes variaciones en materia de rendimiento por vaca, con un rendimiento particularmente elevado en los países de América del Norte y de Europa, donde la ganadería es muy intensiva. Por el contrario, en África, que posee la cabaña mundial más numerosa, la producción total es poco importante. Los países donde el consumo de leche y sus productos derivados es el más importante son los de la Unión Europea y de América del Norte, y, en menor medida, Argentina, Australia y Nueva Zelanda.
La leche puede transformarse en productos lácteos muy diversos, como el queso, la mantequilla, la crema de leche o el yogur. En la actualidad existe una importante industria desarrollada en torno a la producción de leche, de su transformación y de su distribución.

#### Producción de carne

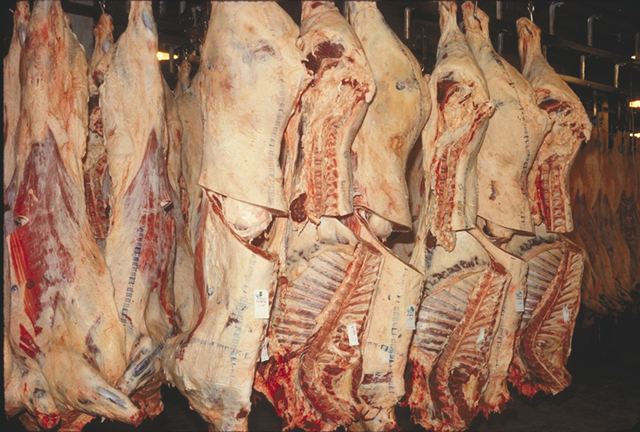
Proceso de inspección en una industria de producción cárnica

La carne de vacuno puede tener dos orígenes principales, bien como un subproducto de la producción lechera, toda vez que el ganado que ha finalizado su etapa productiva en este sector se destina al aprovechamiento cárnico, o bien la cría de ganado con destino a la producción de carne.
En el año 2007, la producción de carne bovina representó en torno al 25 % de la producción mundial de carne, con unos 61 millones de toneladas, lo que convierte a la carne bovina en la tercera en términos de volumen de producción de carne a nivel mundial, tras la de cerdo (con unos 100 millones de toneladas) y la de aves de corral (unos 90 millones). En el año 2011, la producción mundial de carne de vacuno rondará los 57 millones de toneladas; el país con mayor oferta es Estados Unidos, con un 19.6 % de la producción mundial, seguido por Brasil con el 14.4 %, la Unión Europea con el 12.8 %, China con el 9.3 % y Argentina con el 4.5 %.
| Composición nutricional por cada 100 g (gramos) |      |           |        |         |            |
| Producto                                        | Agua | Proteínas | Grasas | Cenizas | Kilojulios |
| Carne de vacuno (magra)                         | 75.0 | 22.3      | 1.8    | 1.2     | 116        |
| Canal de vacuno                                 | 54.7 | 16.5      | 28.0   | 0.8     | 323        |
| Carne de ternera (magra)                        | 76.4 | 21.3      | 0.8    | 1.2     | 98         |
| Carne de cerdo (magra)                          | 75.1 | 22.8      | 1.2    | 1.0     | 112        |
| Canal de cerdo                                  | 41.1 | 11.2      | 47.0   | 0.6     | 472        |
| Carne de pollo                                  | 75.0 | 22.8      | 0.9    | 1.2     | 105        |
| Leche (pasteurizada)                            | 87.6 | 3.2       | 3.5    |         | 63         |
| Huevos (cocidos)                                | 74.6 | 12.1      | 11.2   |         | 158        |
| Pan (centeno)                                   | 38.5 | 6.4       | 1.0    |         | 239        |
| Patatas (cocidas)                               | 78.0 | 1.9       | 0.1    |         | 72         |

#### Como animal de tiro

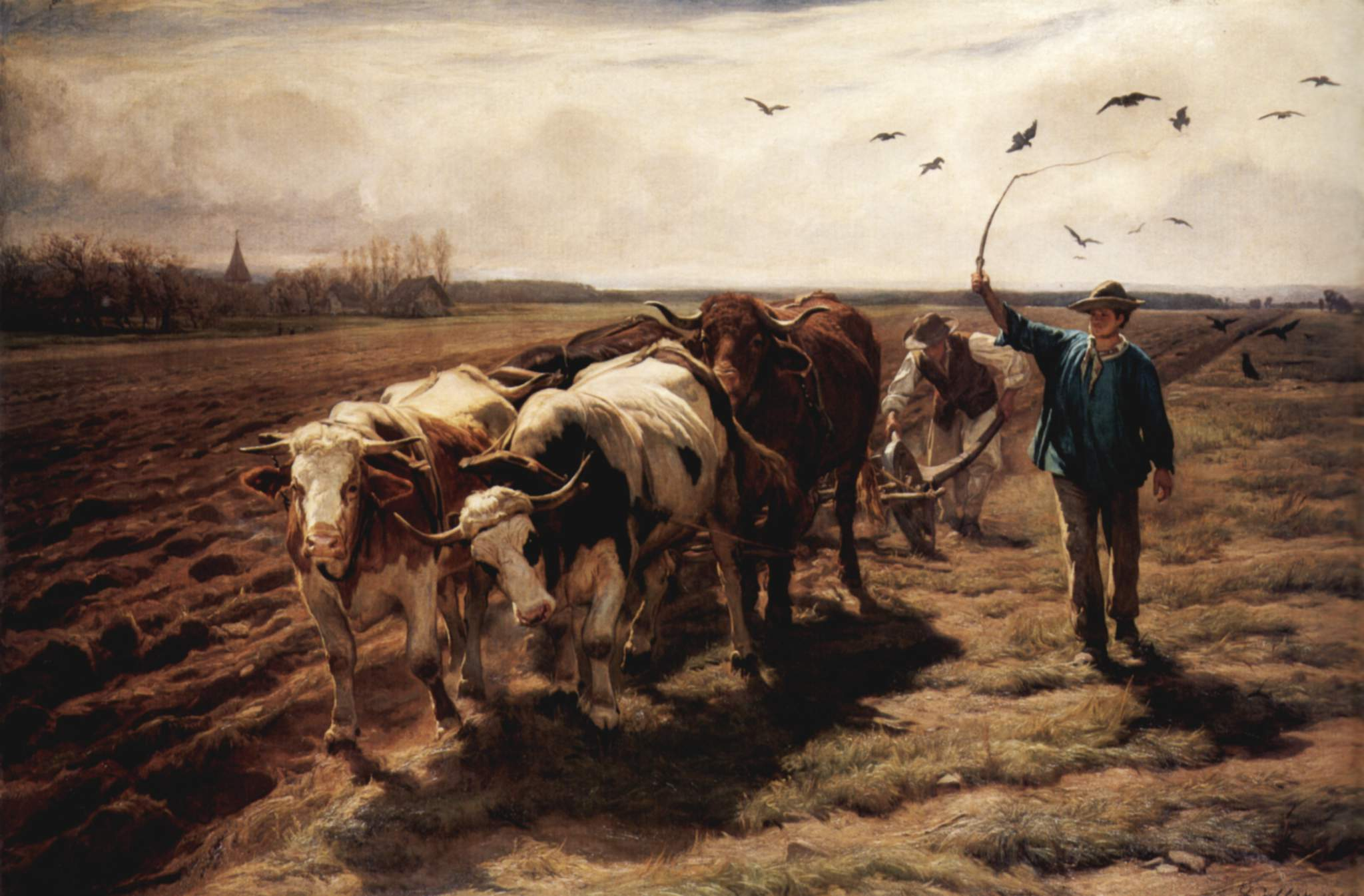
Pflügende Ochsen ("Bueyes arando"), de Rudolf Koller (1868)

Otra de los usos tradicionales del ganado bovino es su utilización como animales de tiro, pues tienen una gran capacidad de trabajo y son resistentes al esfuerzo. Generalmente se utilizan los machos, y más a menudo bueyes, aunque las vacas también son una buena alternativa, pues, a pesar de que su fuerza de tracción sea menor, pueden proporcionar leche, además de nuevos terneros.
Se estima que el hombre comenzó a utilizarlos para tirar de los arados o de vehículos con ruedas durante el IV milenio antes de Cristo. Estas técnicas utilizadas en el antiguo Creciente Fértil o en Ucrania, posteriormente se desarrollaron en todo el mundo, y se utilizaban bueyes para tirar de carros o trabajar los campos en una gran parte de Europa, al igual que en Asia y en Egipto. Esta práctica todavía estaba muy difundida en Europa durante la Edad Media, donde el buey era el principal animal de tiro, aunque la utilización del caballo empezaba a desarrollarse. En los países industrializados la mecanización ha sustituido en gran medida a la tracción animal, sin embargo en los países en desarrollo, e incluso en muchos desarrollados, los animales de tiro están ligados de forma inseparable a la agricultura y en la actualidad su utilización no solo persiste sino que incluso aumenta.

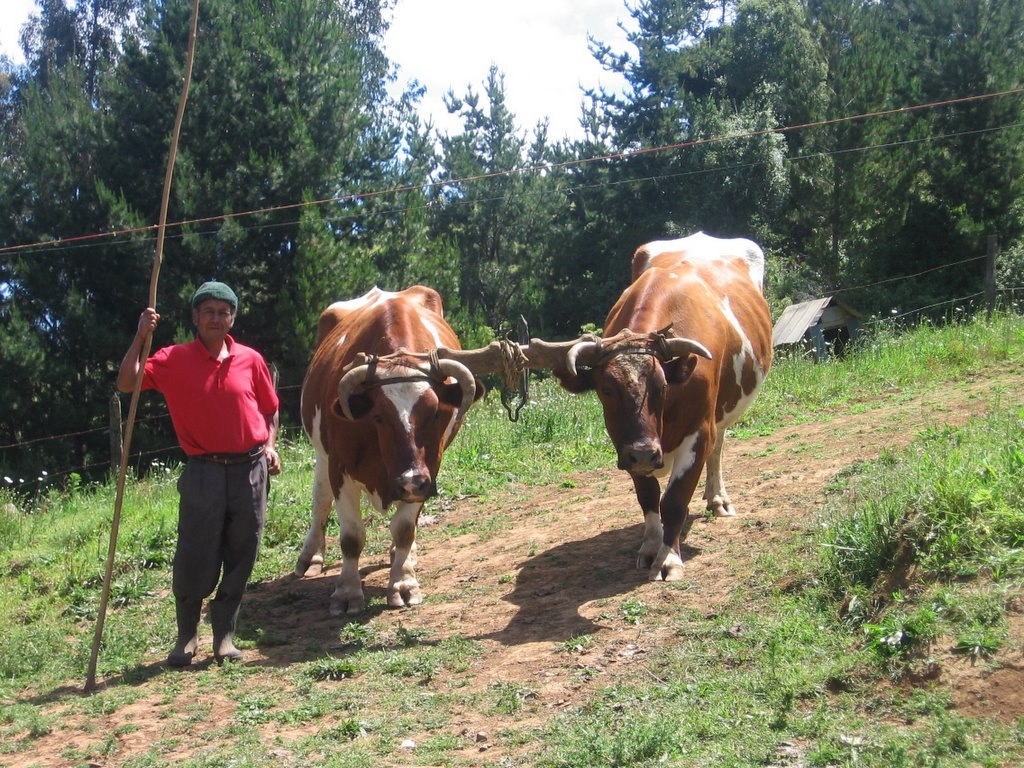
Los animales de tiro están ligados de forma inseparable a la agricultura, y en la actualidad su utilización no solo persiste sino que incluso aumenta.

Es habitual que los bovinos trabajen en pareja; los animales están unidos mediante un enganche que les permite avanzar en línea y de manera sincronizada. Existen varios sistemas de enganche, el más antiguo es el yugo cornal, cuya utilización se remonta al Antiguo Egipto donde utilizaban una barra de madera colocada entre los cuernos de dos bóvidos; el otro sistema utilizado habitualmente para uncir es el yugular, que se coloca en el cuello de los animales. Los enganches de bovinos son todavía muy utilizados en ciertos países africanos; por ejemplo, en Camerún, Chad y República Centroafricana, donde la tracción bovina fue introducida en los años 1950 paralelamente al cultivo del algodón; a finales de los años 1990 se utilizaban cerca de 230 000 parejas de bovinos para la labranza, y en menor medida para la escarda (limpieza de malas hierbas), la aporcadura (remover la tierra en forma de "cerrillo" al pie de las plantas) y el transporte en carretas. La tracción mediante bovinos se desarrolla en una gran parte del África subsahariana donde reemplaza al trabajo manual. Así, los bovinos se utilizan para el transporte en zonas áridas y para la preparación de las tierras en zonas semiáridas. La tracción bovina también es muy utilizada en las zonas subhúmedas donde los cultivos son anuales como el algodón, la mandioca, el arroz o el maíz, y también está presente en las zonas más montañosas, como en las montañas etíopes, de tradición milenaria. En Madagascar, donde las carretas de bueyes son omnipresentes, se desarrolló la raza renitelo (actualmente en peligro de extinción) para satisfacer las necesidades de animales de tiro.

#### Otros aprovechamientos

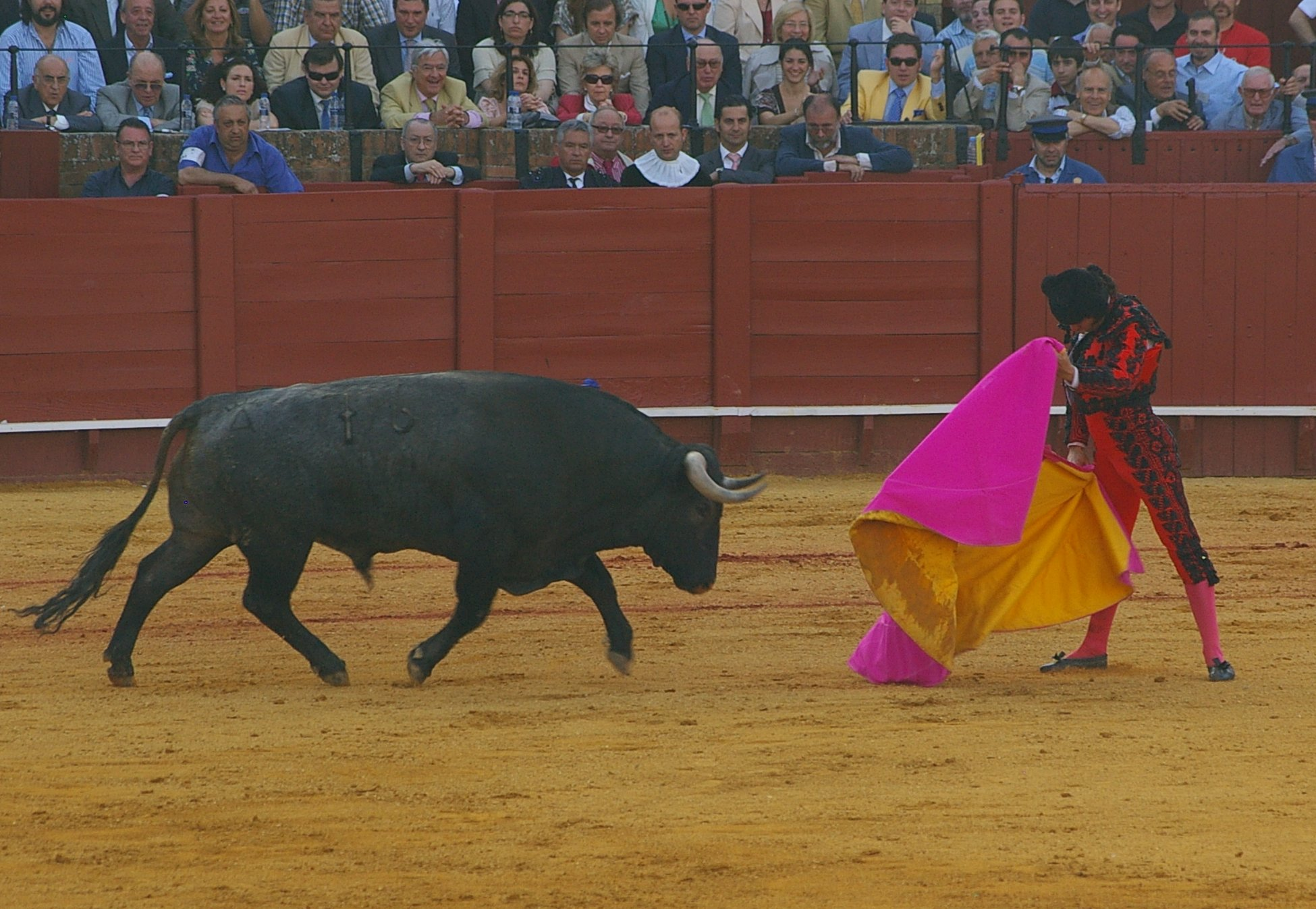
Los bovinos también se utilizan en algunos espectáculos. En la tauromaquia se utiliza una raza específica, el toro de lidia.

El ganado vacuno también puede tener otros aprovechamientos por parte del hombre, además de los tres principales citados anteriormente (producción de leche, producción de carne y como animal de tiro).
Su excremento es un buen fertilizante y se utiliza como abono orgánico, o puede mezclarse con arcilla o barro para hacer adobe, y también se utiliza, una vez seco, como combustible para hacer fuego. Ciertos pueblos de ganaderos nómadas o seminómadas de África, particularmente los masái, recogen sangre del ganado para su consumo mediante una punción en la vena yugular, lo que les aporta un complemento alimentario sin necesidad de matar a sus animales. Esta sangre también tiene un papel importante en las ceremonias y cultos de estas etnias. Existen estudios que indican la posibilidad de utilizar la hemoglobina bovina como sustituto de la sangre humana. Sus cuernos se utilizaron durante mucho tiempo para la fabricación de botones o de peines, y son muy utilizados en cuchillería para los mangos de navajas y cuchillos. El cuero bovino se utiliza habitualmente en marroquinería.
También se utilizan en actividades de ocio, como la tauromaquia, utilizándose una raza específica, el toro de lidia, y sus diversas variantes, un espectáculo que nació en España en el siglo XII y que se practica también en Portugal, sur de Francia y en algunos países de Hispanoamérica, como Colombia, Ecuador, México, Perú o Venezuela. El toro también se utiliza en deportes como el rodeo estadounidense, el rodeo chileno, donde tiene la consideración de deporte nacional desde 1962 o «El coleo», práctica deportiva federada, originaria (como práctica recreativa en haciendas y pueblos) de la Capitanía General de Venezuela y la Gran Colombia.

#### Impacto ambiental
La ganadería es una de las actividades humanas con mayor impacto ambiental, dado que representa la primera causa de desforestación y contribuye de forma decisiva a la pérdida de biodiversidad, el cambio climático, la contaminación y eutrofización de las masas de agua y a la degradación del suelo. En determinados contextos locales podría tener no obstante un impacto positivo limitado.
Mundialmente, la ganadería ocupa el 70% de todas las tierras usadas en agricultura, que representan el 30% de la tierra libre de hielo de la Tierra. El 18% de gases de invernadero antropogénicos se podrían deber a las emisiones de la ganadería y actividades relacionadas, tales como la deforestación para establecer zonas de pasto, la erosión del suelo o el sobrepastoreo y el incremento de prácticas intensivas de consumo de combustibles. Las atribuciones específicas del sector ganadero incluye: 9% de las emisiones globales de CO2, 35-40% de las emisiones globales de metano (principalmente debido a fermentaciones entéricas y al estiércol) y 64% de las emisiones globales de óxido nitroso, principalmente debido al uso de fertilizante. Los caminos de acceso también facilitan la destrucción del hábitat y su conversión para formar potreros. Este problema es especialmente grave en las fincas de ganado que se implementan en el bosque húmedo tropical de América Latina, como la cuenca del Amazonas, y no es sostenible a corto plazo.
Otro problema es la desertización. Las fincas de ganado que se establecen en terrenos de pasto naturales, normalmente requieren un control constante de su capacidad para prevenir el pastoreo excesivo durante los años secos. El ganado doméstico inevitablemente debe tomar agua todos los días; por eso es difícil evitar el pastoreo excesivo alrededor de las fuentes de agua. Entonces, el potencial de la utilización del ganado salvaje debe ser estudiado durante la preparación del proyecto, porque no requiere agua todos los días, no sufre picadura de la mosca tsetsé, ni de los insectos, como sucede con el ganado bovino; en consecuencia, no existe ninguna necesidad de insecticida; comen una variedad más amplia de vegetación y también mordisquean, por eso pueden dar más productos, a mediano y largo plazo, que el ganado bovino.

## En la cultura, el arte y la religión

### Religión, mitología y simbolismo
Los bovinos aparecen en numerosas ocasiones en el arte a lo largo de la historia e intervienen en numerosas creencias y religiones. Generalmente simbolizan la fuerza, la virilidad, la energía, el vigor o incluso la fertilidad. Lo encontramos bajo la forma de Tauro entre los signos del zodiaco, o como la constelación del mismo nombre o del signo del Buey de la astrología china. El buey era un animal utilizado a menudo para el sacrificio por las civilizaciones romana o griega. Aparecen en las mitologías minoica, egipcia o grecorromana, así como en las religiones abrahámicas o en cultos menores como el mitraísmo. El culto del dios-toro es también redundante en las civilizaciones mesopotámicas, donde los sumerios, asirios, babilonios e hititas lo practicaban bajo diversas formas.

#### Prehistoria

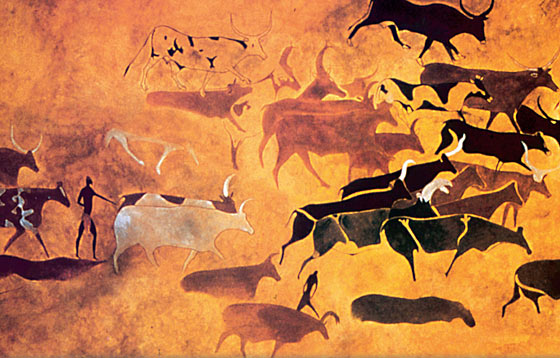
Pinturas rupestres en África

En Occidente el arte rupestre se desarrolla sobre todo en el Paleolítico Superior. La mayor parte de las muestras se conservan en paredes y techos de cuevas o abrigos rocosos, pero también hay pequeños objetos confeccionados de cuerno, marfil o hueso. El 60 % de los animales representados en las pinturas rupestres de este período en el sudoeste de Europa son bóvidos y équidos, y en el 60 % de los yacimientos europeos de transición entre el Paleolítico Superior y el Mesolítico existen representaciones de bueyes y corzos. La aparición de algunos bóvidos en los yacimientos natufienses de Israel y Mesopotamia sugiere que la ganadería y la agricultura eran ya incipientes en aquella zona. Se calcula que el comienzo de la cría de ganado doméstico en el sur de Francia y de la península ibérica comenzó en torno al año 8000 a. C. Hay registros que testimonian su uso doméstico en Tesalia en el séptimo milenio antes de Cristo, en Anatolia e Israel en el sexto, en Irán en el quinto, en Egipto en el cuarto y en Europa a partir del tercero y segundo milenios. Los animales criados eran de tipo brachyceros, de menor tamaño que los de tipo uroide.
El ganado vacuno empleado durante la Edad del Hierro era Bos longifrons, una especie hoy desaparecida. Está comprobado su uso como animal de tiro en el trabajo de los campos, y probablemente sus excrementos eran empleados como abono.

#### Tartessos

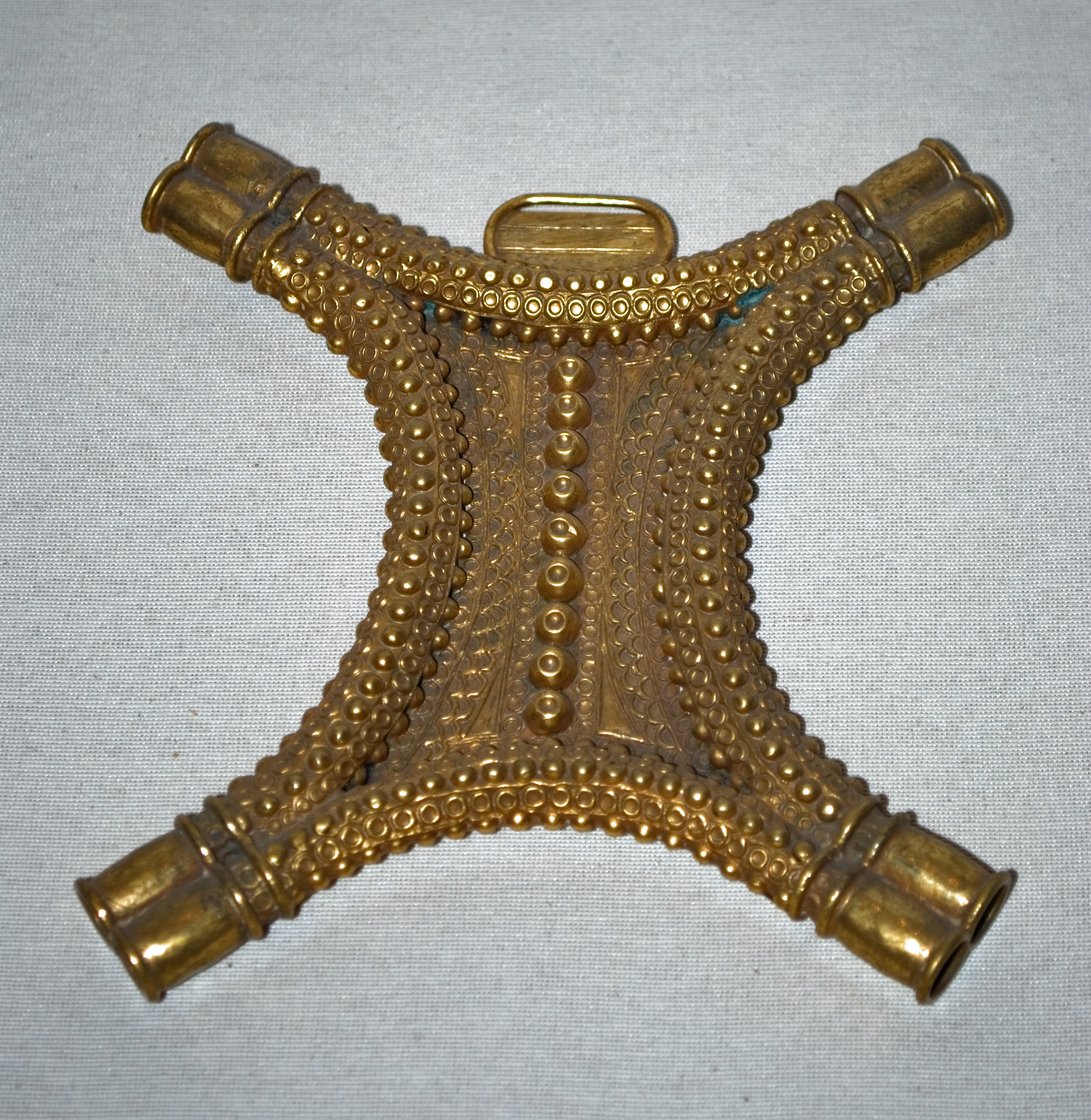
Pectoral tartesso (Tesoro de El Carambolo, siglos VII-V a. C.)

En diversos hallazgos arqueológicos en yacimientos tartessos se encontraron piezas con forma de piel de buey que habrían sido empleadas cómo ornamentos pectorales. Este motivo artístico podría tener antecedentes en Micenas, Chipre y Mesopotamia y está presente en elementos arquitectónicos y funerarios de necrópolis y poblados ibéricos del sur peninsular. Su origen parece estar en el comercio del cobre, que desde Chipre se exportaba a todo el Mediterráneo en lingotes con forma de piel de buey, y que a su vez provendría del comercio de reses. Esta forma de representación del buey remite a su consideración como animal sagrado, que tiene origen en el área sirio-palestina y fue adoptada por las élites ibéricas.

#### Egipto

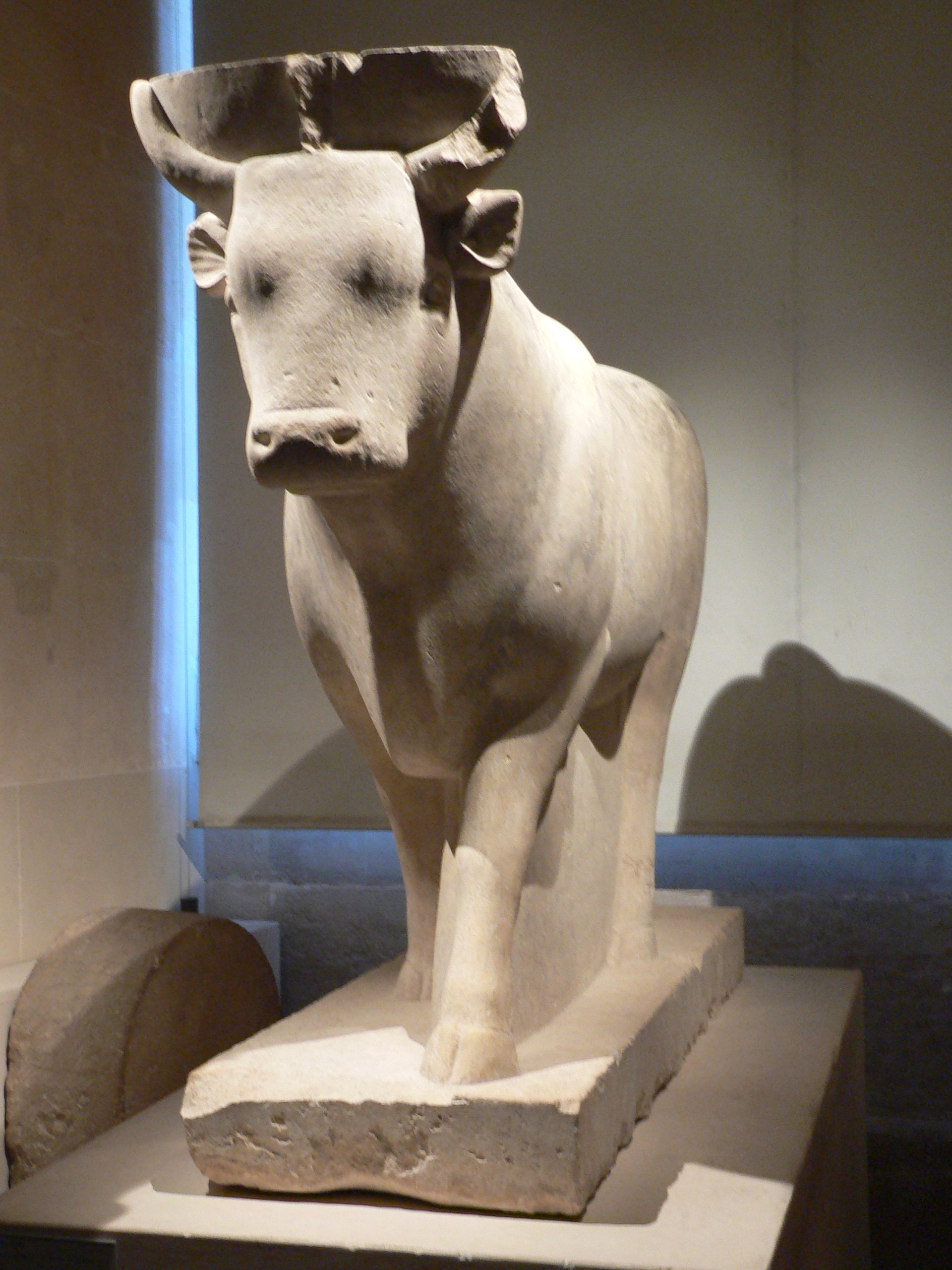
Dios Apis

En la mitología egipcia, la diosa Hathor, considerada hija de Ra y asociada al dios Horus, se representa como una vaca con cuernos que sujetan un disco solar o como una mujer con cuernos de vaca. Hathor es la diosa del amor, de la alegría y del baile, y la protectora de los recién nacidos. La vaca, símbolo de fecundidad, también se asociaba con las crecidas del Nilo, que fecundaba la tierra. También existían varios toros sagrados, entre los que destacaba el culto de Apis.
El dios Dioniso, hijo de Zeus y Níobe, fue a Egipto, donde fue conocido bajo el nombre de Apis y se casó con Isis. La denominación Serapis apareció en el siglo II y se generalizó, sobre todo en latín, procedente de Usar-Hape (Osiris-Apis), es decir, la conjunción del dios Osiris y el toro Apis, que recibía culto en Menfis por lo menos desde el cuarto milenio antes de Cristo. Apis es la representación animal de las potencialidades de la diosa de la tierra, Isis, del mismo modo que Osiris es su representación humana. Aparecido a comienzos del siglo III a. C., Serapis llegó a suplantar a Osiris en el culto, sobre todo en el oficial.

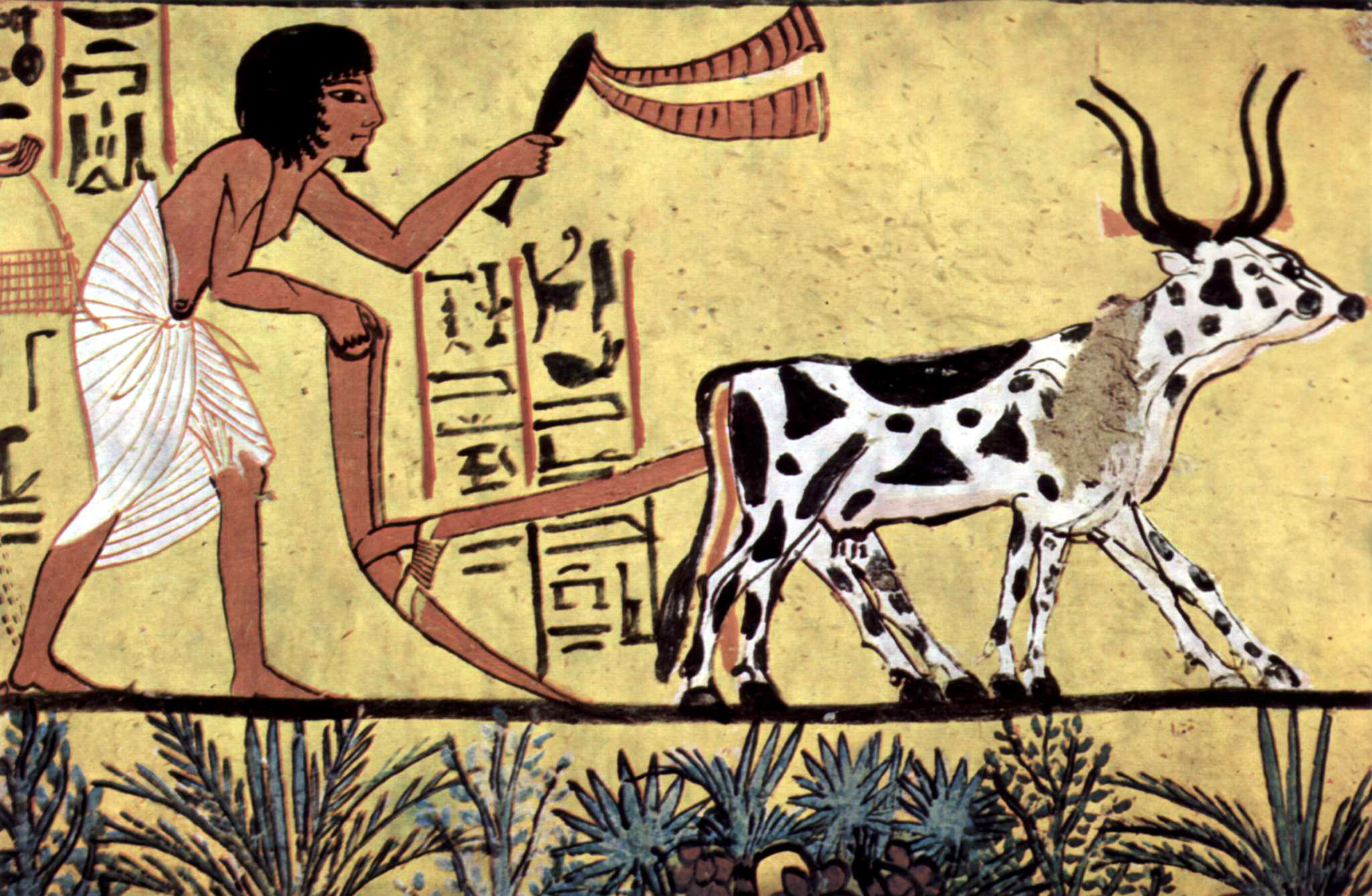
Agricultor egipcio arando (tumba de Sennedjem,)

Cuando los sacerdotes encontraban un toro que reunía todas las características del dios Apis (una mancha blanca en la frente, la figura de un águila pintada en el cuerpo, etc.) lo alimentaban con leche durante cuarenta días y luego lo llevaban por barco hasta Menfis y era conducido al templo de Osiris. Allí tenía dos cuadras, de las cuales no salía casi nunca, y siempre con séquito y escolta. También tenía dos santuarios; si entraba en uno de ellos había buenos presagios, si entraba en el otro los había malos. Según la liturgia egipcia, este toro sagrado solo debía vivir un tiempo determinado, al cabo del cual era trasladado al Nilo y ahogado. Entonces se entraba en un período de luto en el que se lamentaba su muerte como si fuera el propio Osiris el que había muerto. Cuando se encontraba un nuevo toro para sustituir al anterior se celebraba la resurrección de Osiris.
En la literatura del Antiguo Egipto se utilizaron diversos epítetos relativos al toro, resaltado sus características. Así, «Toro victorioso» o «Toro poderoso» se usan como epíteto de faraón. El dios Amón fue denominado Kamutef «El toro de su madre» o «Toro del desierto».

#### Mitología clásica
Los bovinos están muy presentes en la mitología clásica. El ejemplo más conocido es sin duda la leyenda del Minotauro, criatura medio hombre medio toro nacido de la reina Pasífae y de un toro que Poseidón había ofrecido a Minos. Este monstruo, encerrado en un laberinto creado por Dédalo, se alimentaba de carne humana; Teseo lo venció y salió del laberinto gracias al hilo que Ariadna le tenía entregado. Uno de Los doce trabajos impuestos por Euristeo a Hércules (Heracles) consistió en capturar al terrible Toro de Creta, al que Hércules dominó y que llevó sobre sus hombros hasta Grecia.
Pero los bovinos no son siempre unos monstruos que hay que combatir. Así Zeus, rey de los dioses, se metamorfosea en toro blanco para seducir a Europa, la hija de Agénor, rey de Fenicia. En otra de sus numerosas aventuras amorosas, Zeus transforma a Ío en becerra para evitar los celos de su mujer Hera (Juno en la mitología romana). El toro también es el símbolo de Baco (Dioniso), dios del vino.

#### Mitología nórdica
En la mitología nórdica, el gigante Ymir, el primer ser vivo, es alimentado por la vaca primigenia Audhumla; de su ubre vertían cuatro ríos de leche de los que se alimentaba Ymir. Audhumla nació del hielo y de la aurora del tiempo. Del hielo salado que ella lamía continuamente apareció un ser, Buri, que dio a luz a Bor, el cual tuvo tres niños con la hija de un gigante de hielo llamado Bestla. Sus hijos se llamaban Odín, Vili y Ve, quienes mataron a Ymir y utilizaron su piel para crear el mundo.

#### Religiones monoteístas
En las religiones abrahámicas, el culto del becerro de oro, según la Biblia un ídolo, un «falso dios» adorado por los israelitas, es una representación de la idolatría y la inmoralidad. En el Corán, la sura 2 se denomina de la vaca (Al-Baqarah). En la tora se menciona como José le explica al faraón el significado del sueño de las siete vacas gordas y las siete vacas flacas salidas del río, y el ritual del Parah Adamah, o de la vaca roja. El buey es el símbolo de san Lucas, uno de los cuatro autores de los Evangelios del Nuevo Testamento. El buey aparece en las representaciones de la Natividad, ya en el siglo IV, calentando al Niño Jesús con su aliento. Como uno de los Diez Mandamientos, en el libro del Éxodo y en el del Deuteronomio se cita al buey como ejemplo de los bienes que no se deben codiciar del prójimo.

#### Hinduismo

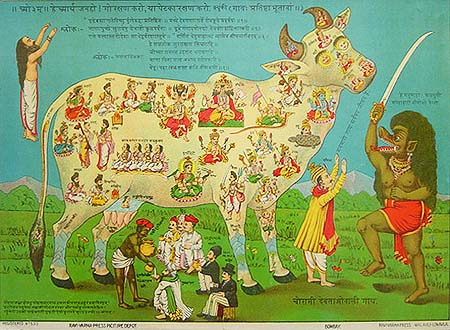
En la India, la vaca es adorada y protegida como un símbolo de fuerza, riqueza, generosidad y de una vida terrenal plena

Sin duda es en la civilización hindú donde el culto de los bovinos es más importante y arraigado. Es un animal consagrado desde el siglo V a. C.; los hinduistas los consideran como la encarnación de todos los dioses, y prohíben matarlos. En la tradición religiosa de la India, Krishna, uno de los dioses más venerados, fue educado en medio de un rebaño de vacas; también se lo conoce bajo el nombre de Go, que surgió del «mar de leche» primordial. El dios Visnú, el salvador cósmico, también recibe el nombre de Govinda, «el vaquero». En el hinduismo, matar a una vaca es como matar a un brahmán.
En la actualidad, todavía una gran parte de la población considera las vacas como animales sagrados. Incluso los terneros tienen derecho a una bendición religiosa, como cualquier nuevo niño en la familia. Existen restricciones legales sobre la matanza de bovinos en la India, a excepción de los estados de Bengala Occidental y Kerala. En la India, las vacas son libres de pasear por las calles, interrumpir caminos o detener trenes, y no tienen como finalidad servir como alimento antes de su muerte natural. Se utiliza su leche, la leche cuajada (yogur), la mantequilla y el ghi (mantequilla clarificada), sus boñigas y hasta su orina. Una vez muerta de vejez, accidente o enfermedad, su piel puede ser utilizada por ciertas castas para confeccionar cuero y los parias pueden comer su carne.

### En la heráldica
Se representan normalmente como toros.

Escudo de Mecklemburgo, Alemania
Escudo de Turín, Italia
Escudo de Kaunas, Lituania
Escudo de Turek, Polonia
Escudo de Bielsk Podlaski, Polonia
Escudo de las islas Azores
Escudo de Dalia, Suecia

### Representación en las artes

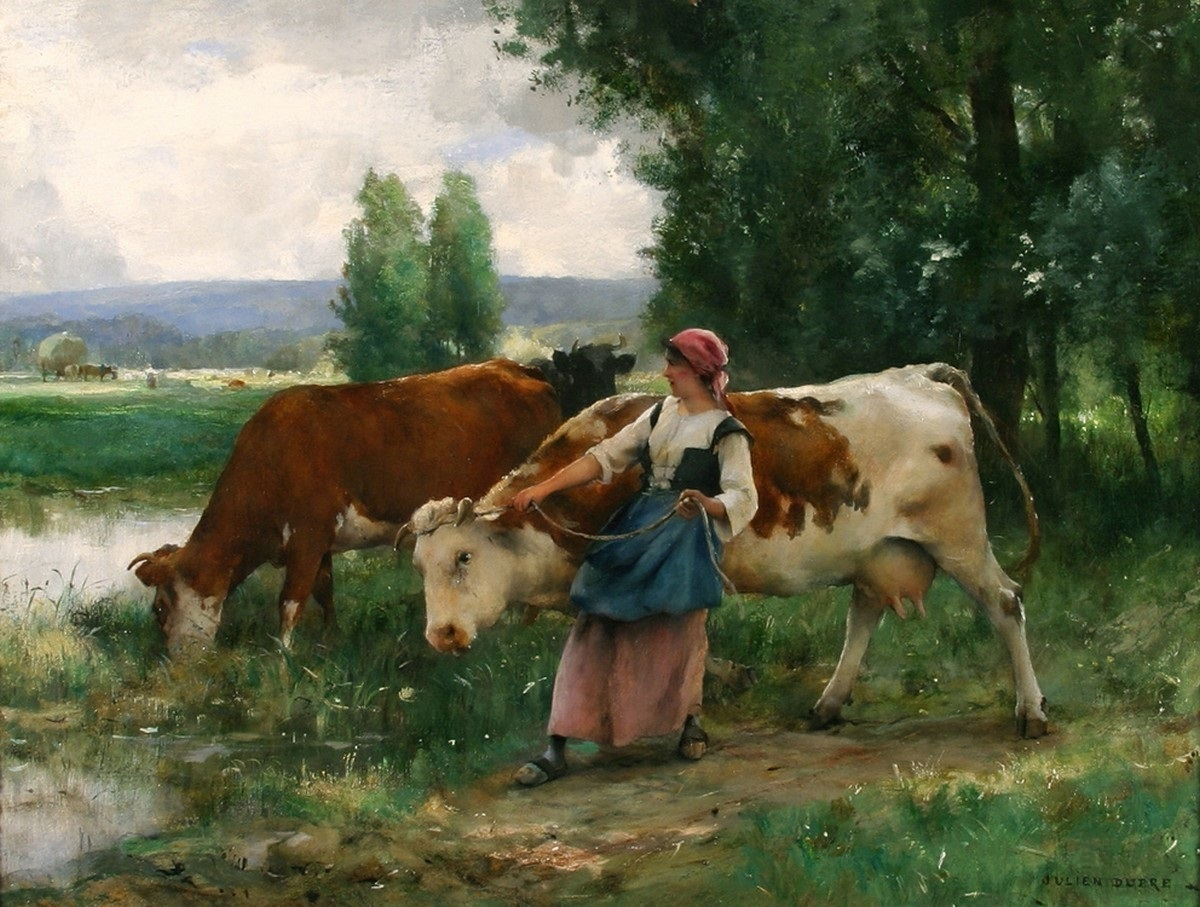
Julien Dupré (1851-1910), Femmes et vaches par l'eau. Los bovinos son un tema recurrente en la pintura naturalista.

Los bovinos fascinan al hombre desde tiempos remotos, como demuestran las diversas representaciones de bovinos salvajes descubiertas en cuevas prehistóricas como la de Lascaux, en Francia, o la de Altamira, en España, que contienen una importante muestra de pintura rupestre prehistórico y donde uros y bisontes son una de las imágenes más comunes. Durante toda la Edad Media pueden verse en los bajorrelieves, las vidrieras y los frescos, y hasta el Renacimiento con la multiplicación de los lienzos dedicados a este tema. La Epifanía de Giotto di Bondone, la Natividad de Tintoretto o la Adoración de los pastores de Hugo van der Goes son testimonios de esta época cuando lo divino prevalecía sobre la naturaleza. El mito del rapto de Europa se ha representado en múltiples formas a lo largo de los siglos y por numerosos artistas, como Rembrandt, Erasmus Quellinus II, François Boucher o Fernando Botero. Los pintores paisajistas de los siglos XVI y XVII, particularmente los holandeses, hicieron de los bovinos un elemento de decoración de sus obras, y menos a menudo el tema principal, como Jacob Jordaens o Paulus Potter con El toro. Los paisajes campesinos se convierten entonces en un tema recurrente explotado por artistas como Jean-Honoré Fragonard con El establo o La carreta atascada. En el siglo XIX y a principios del siglo XX, esta temática es recuperada por pintores animalistas como Julien Dupré, Rosa Bonheur. También artistas de la talla de Mariano Fortuny, Ignacio Zuloaga o Francisco de Goya han representado a estos rumiantes. Los pintores contemporáneos no los dejarán de lado: en 1966 Andy Warhol multiplica la cabeza de una vaca al estilo del arte pop, y Henri Cueco y Jacques Dereux les dedican parte de su obra. La CowParade es una exhibición internacional pública de arte contemporáneo que ha sido expuesta en grandes ciudades de todo el mundo desde 1999 mostrando esculturas de fibra de vidrio con forma de vaca creadas por artistas locales.

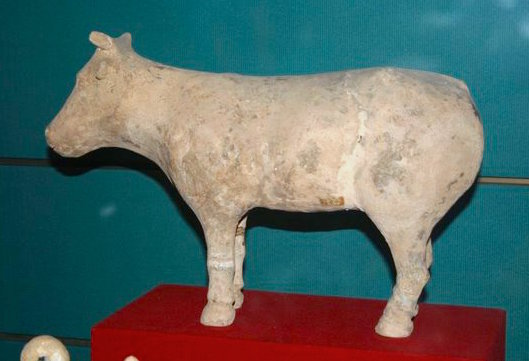
Cerámica china de la dinastía Han (siglo I a. C.).

Este animal también fue fuente de inspiración para los escultores, y no es un fenómeno reciente, como demuestran los cinco toros alados del siglo I a. C. provenientes del palacio de Dur Sharrukin, actualmente expuestos en el Museo del Louvre; estas inmensas estatuas, de cuatro metros de altura y diez toneladas de peso cada una, muestran la importancia que podían tener los bovinos entre los asirios. Entre las obras del pintor y escultor Pablo Picasso existen numerosas representaciones artísticas de toros, y están representados, entre otros, en una serie de bronces de Henri Bouchard. La fotografía es otra de las artes que incluye a estos animales, como en el caso del fotógrafo Yann Arthus-Bertrand.
En el cine, la película Vacas del director español Julio Medem muestra la historia de dos familias de un pequeño valle guipuzcoano, y en La vaquilla, de Luis García Berlanga, se ofrece una visión de la guerra civil española a través de una comedia protagonizada por un grupo de soldados. Clarabelle es un personaje de animación de Disney caracterizado por una vaca, y que apareció por primera vez en 1928. También están presentes en la publicidad y son el símbolo de conocidas marcas comerciales como Milka o La vaca que ríe.